# Familia Rațiu

Blazonul Familiei Rațiu

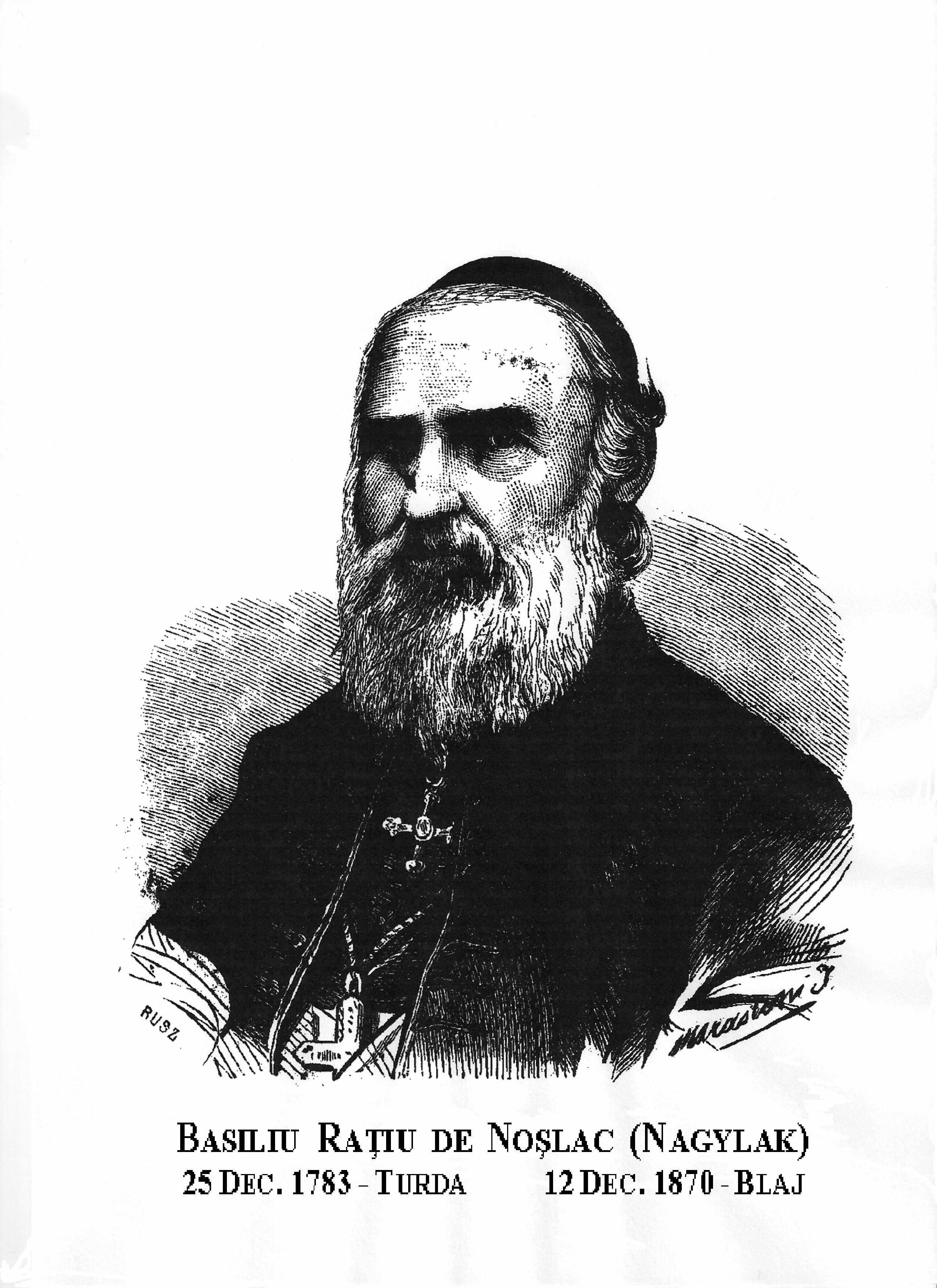
Prepoz. Can. Basiliu Rațiu de Nagylak (Noșlac)

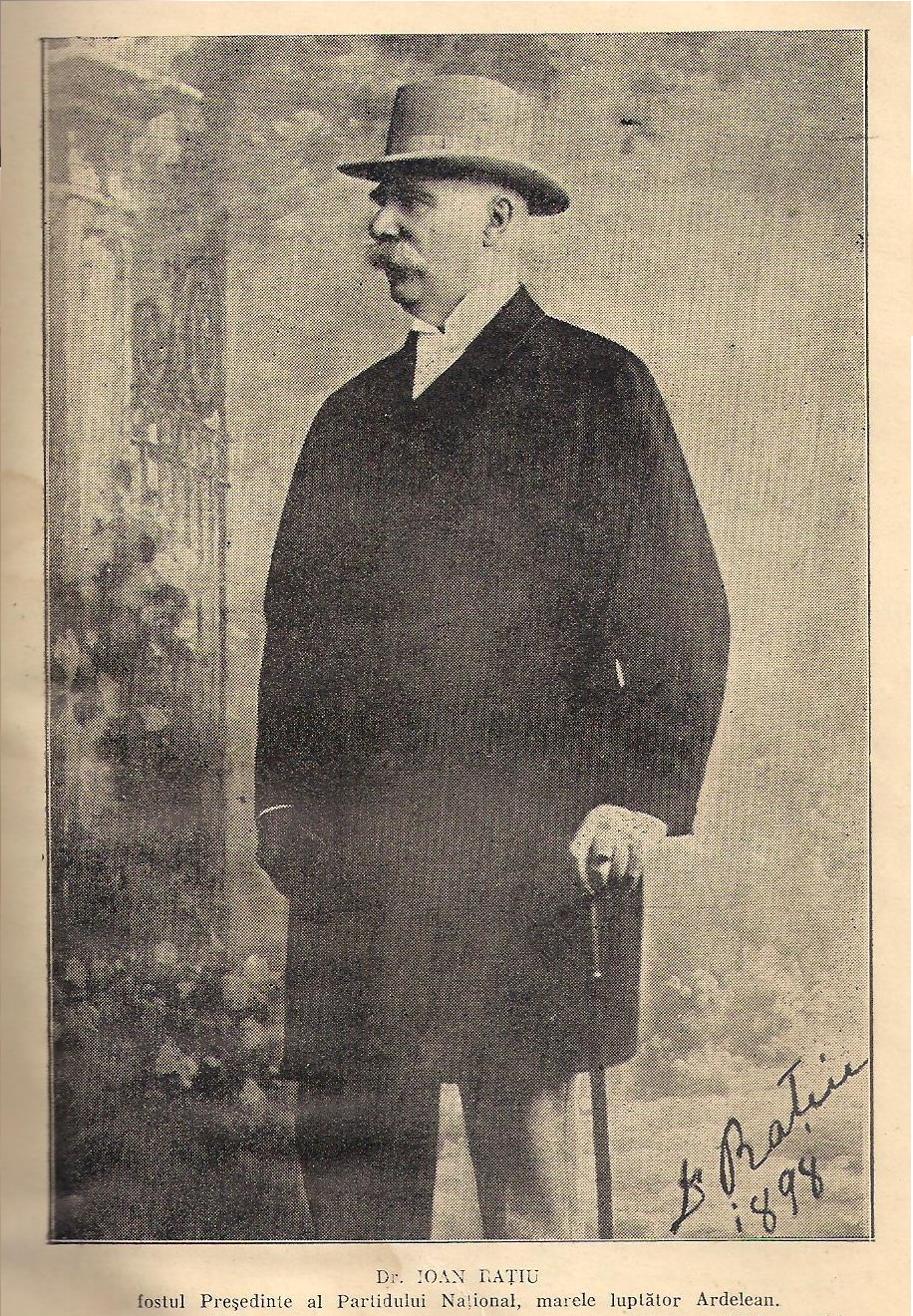
Dr. Ioan Rațiu la 70 de ani (1898)

Familia Rațiu de Noșlac din Turda este o veche familie nobiliară română din Transilvania cu rădăcini din secolul al XIV-lea. 

## Istoric
Familia Rațiu este una dintre cele mai vechi familii nobiliare românești de pe teritoriul Transilvaniei. Existența familiei Rațiu este atestată încă din perioada lui Sigismund de Luxemburg (secolul XIV). Originea familiei este în localitatea Noșlac din nordul comitatului Alba Inferioară, la limita acestuia cu comitatul Turda-Arieș, pe malul stâng (sudic) al râului Mureș. 
În "Lexicanum" de Ignaz Lenk von Treuenfeld (1766-1842), tipărit la 1839, se scrie: "Noșlacul e locuit de mai multe familii nobile care au predicatul "de Nagylak". În timpul domniei împăratului Sigismund de Luxemburg (rege al Ungariei din anul 1387 și împărat al Germaniei din anul 1411), sârbii din sudul Ungariei s-au răsculat. Regele a reacționat, convocând Dieta de la Turda și cerând nobilimii să pregătească o campanie antiotomană care urmărea înăbușirea revoltei sârbilor. Legenda spune că în campania contra otomanilor, ar fi luat parte și Toma (Thomas) din Nagylak (Noșlac), care s-ar fi înrolat ca și cruciat, sub stindardul nobililor din Scaunul Secuiesc al Arieșului. Reîntorși victorioși din această campanie, regele Sigismund de Luxemburg l-a mulțumit nobililor pentru intervenția lor, remarcând printre altele și meritele lui Toma (Thomas) de Nagylak. Vecinii lui Thomas îl porecliseră Раци (în sârbă), Rácz (în maghiară), sinonimele lui ,,Sârbul” deoarece luptase pe pământurile din Serbia și astfel s-a format numele de familie, Rácz de Nagylak (Ratz apoi Rațiu).
De-a lungul timpului familia a primit mai multe diplome de înnobilare de la împăratul Rudolf al II-lea de Habsburg (1578), Ștefan Báthory (1583), Sigismund Báthory (1585), Gabriel Bethlen (1625) sau Mihai Apafi I (1680). 
Ramura turdeană a familiei Rațiu se trage din Ștefan Rácz de Nagylak (Noșlac) înnobilat în anul 1625 la Alba Iulia de către Gabriel Bethlen principele Transilvaniei. Din cauza unor conflicte între familiile princiare, Gheorghe Rákóczi al II-lea retrage familiei diploma nobiliară, aceasta este alungată de la Noșlac și pământurile confiscate. Vasile Rațiu și cei doi copii majori, Vasile și Ioan se refugiază la rudele din Teiuș, după care tatăl împreună cu cel de al treilea fiu minor, Coman s-au stabilit la Turda. Diploma nobiliară a fost reînnoită de către principele Mihai Apafi I în anul 1680. Datorită acestui fapt familia a putut să se așeze definitiv la Turda, oraș nobiliar unguresc, în care, conform regulilor medievale erau admise doar familiile care dețineau diplome nobiliare. Familia Rațiu de Noșlac a rămas singura familie veche nobiliară românească în Turda, celelalte au fost maghiarizate și au dispărut treptat din istorie.

## Precursorii familiei
- 1298 – Micu, banul Gilăului și Feneșului (Florești), este strămutat la 13 ianuarie pe malul Mureșului la vărsarea Arieșului în Mureș, la Nagylak (Noșlac).
- 1334 – Andreas/Indrei este atestat pe 16 mai la Deva de către Voievodul Transilvaniei Thomas Szechenyi ca nobilis, stăpân (nemeș) de pământ în Nagylak (Noșlac).
- 1396 – Thomas de Nagylak, căpetenie de cruciați, este înnobilat de către Regele Ungariei Sigismund de Luxemburg, pentru meritele în luptele din regiunea locuită de Раци/Rácz/Ratz (sârbi). Familia preia porecla Раци/Rácz/Ratz – (sârbul) – cu particula nobiliară „de Nagylak”.
- 1578 – Peter/Petru Rácz de Nagylak este înnobilat de către Împăratul Austriei Rudolf II. de Habsburg cu titlul Rácz I., pentru merite militare și diplomatice.

## Cronologie și atestări documentare
Familia Rațiu de Nagylak (Noșlac) din Turda, 
- 1625 – Ștefan Rácz de Nagylak – (Ratz în transcrierea germană), este înnobilat de către Principele Ardealului Gabriel Bethlen care reînnoiește diploma pentru merite militare și diplomatice.
- 1653 - Principele Ardealului Gheorghe Rakoczy II. anulează diploma familiei Rácz și dispune evacuarea proprietății din Nagylak – Noșlac, care este dăruită familiei contelui Dobay.
- 1680 – Vasile Rácz cu fii majori, Ioan și Vasile (fiul minor Coman, nu este menționat) este reînnobilat de către Principele Transilvaniei Mihai Apafi I. și primește diploma nobiliară cu predicatul „de Nagylak”.
- 1768 – Descendenții lui Coman, membri ai familiei stabiliți în Turda, depun cererea de atestare nobiliară ca urmașii lui Vasile Rácz (1680).
- 1782 – Ștefan, Toader și Florea sunt confirmați ca descendenții lui Vasile Rácz de Nagylak de către Tabla Nobililor Turda care eliberează la 2 august “Atestatul Nobiliar”.
- 1820 – Numele Rațiu este introdus de către Basiliu Rațiu prin transcrierea pentru prima dată a numelui Rácz (Ratz).
- 1821 – Descendenții lui Vasile Rácz de Nagylak/Noșlac, membri ai familiei Rațiu, sunt confirmați ca locuitori de drept de către Tribunalul Comitatului Turda în Procesul Verbal nr. 9963.
- 1828 – Jurisconsultul Comitatului Turda în aplicarea Ordinului nr. 11037 din 30 iunie, emis de către Directoratul Suprem al Consiliului Regesc al Ardealului, intentează membrilor familiei Rațiu proces de validare a diplomei cu titlul „de Nagylak”.
- 1829 – Vasile/Basilius, Indrei/Andrei, Grigore/Gligor, Ioan, David, Demetriu și Matei fii lui Gligor Rațiu, urmașii autentici ai familiei Rácz de Nagylak, reînnobilată în anul 1680 de către Principele Mihai Apafi I., sunt nominalizați ca locuitori cu drepturi nobiliare depline, prin Sentința din 1 aprilie a Tribunalului Comitatului Turda.

## Membri ai familiei
- Basiliu Rațiu (1783-1870), protopop greco-catolic, canonic și prepozit capitular de Alba Iulia și Făgăraș
- Ioan Rațiu (1828-1902), pașoptist, avocat, politician, unul din principalii autori ai Memorandului, președinte al Partidului Național Român
- Nicolae Rațiu (1856-1932), vice-protopop greco-catolic
- Augustin Rațiu (1884-1970), strănepotul lui Ioan Rațiu, avocat și decan al Baroului Turda
- Ion Rațiu (1917-2000), politician, filantrop, fondator al Uniunii Mondiale a Românilor Liberi și al Fundației Familiei Rațiu
- Mircea-Dimitrie Rațiu (1923-2011), om de știință, inginer, doctor în științe tehnice, fratele lui Ion Rațiu
- Viorel Tilea (1896-1972),(nepotul lui Ioan Rațiu, politician, om de afaceri, jurnalist, diplomat
- Coriolan Sabău (1897-1974), protopop greco-catolic, deținut politic
- Mircea N. Sabău (1934-2009), om de știință, doctor în fizică
- Liviu Cigăreanu, (1875–1952), om politic român, avocat, decan al Baroului Timiș, prefect al Județului Timiș-Torontal
- Ioan Mezei Câmpeanu (1841-1919), jurist, consilier (judecător) la Înalta Curte de Casație și Justiție Regală din Budapesta
- Iuliu I. Mezei Câmpeanu (1881-1943), avocat, diplomat

## Galerie de imagini

Blazon Petru Rácz I.
Rácz I., descriere diplomă (cf. J. Siebmacher)
Blazon, Ștefan Racz de Nagylak (Noșlac)
Ștefan Racz de Nagylak (Noșlac), descriere diplomă
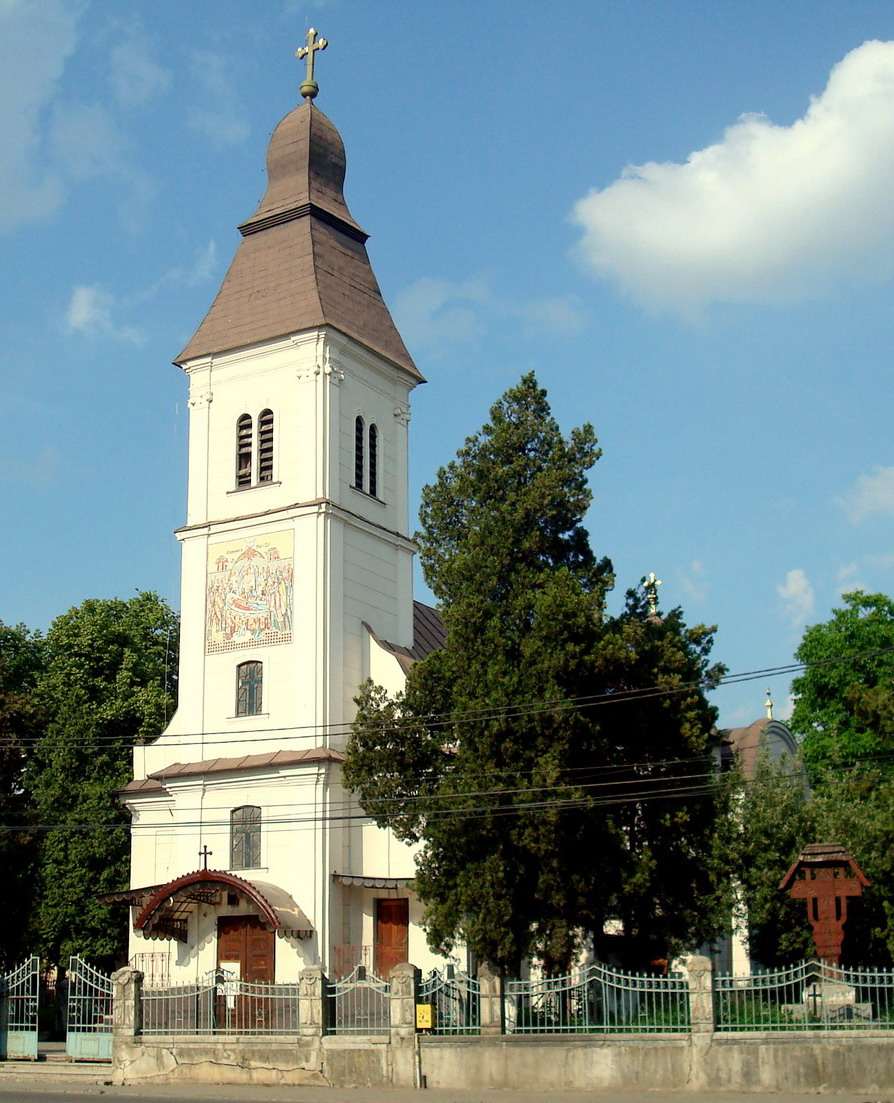
Biserica Rățeștilor din Turda
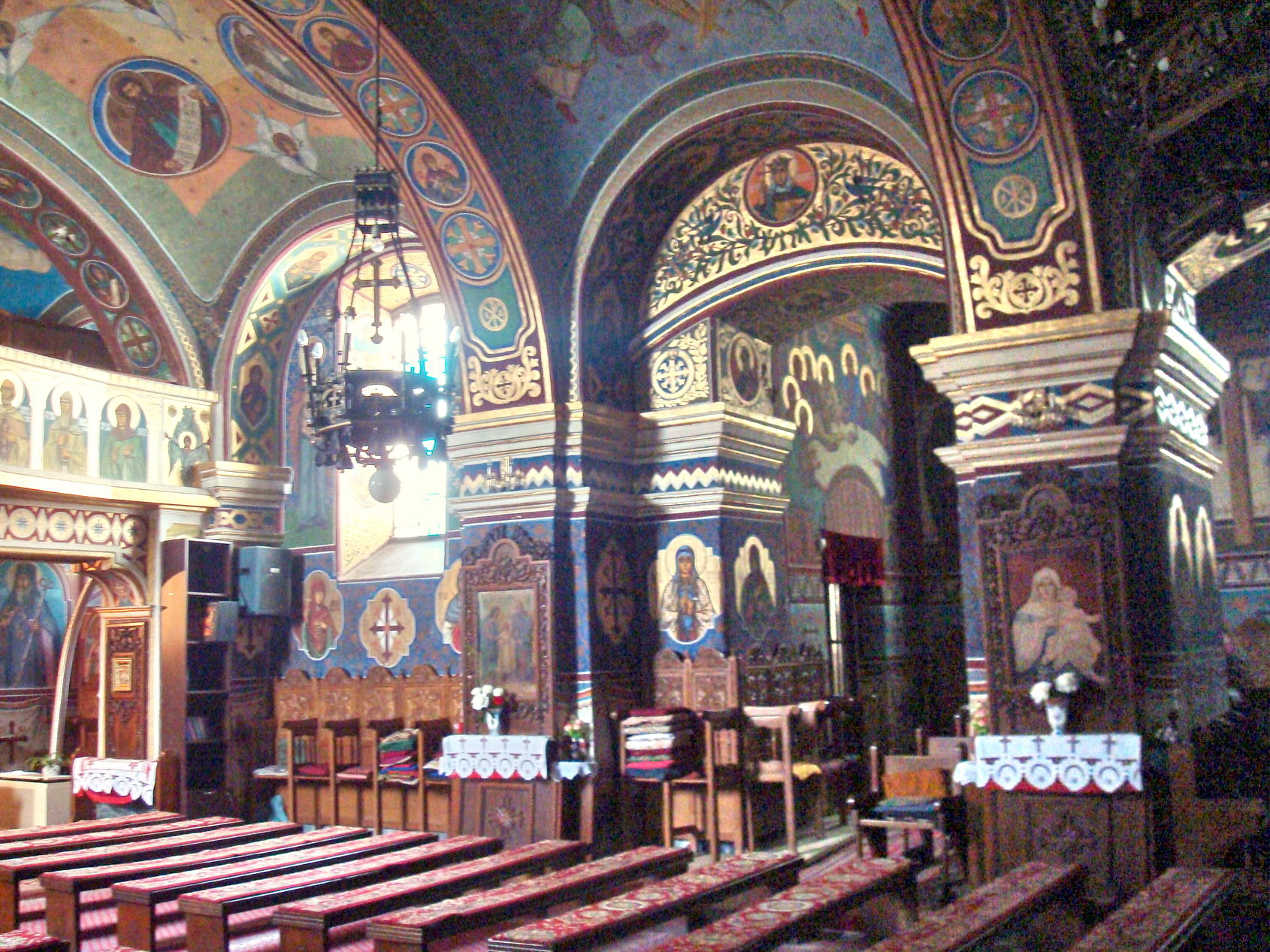
Biserica Rățeștilor (imagine din interior)
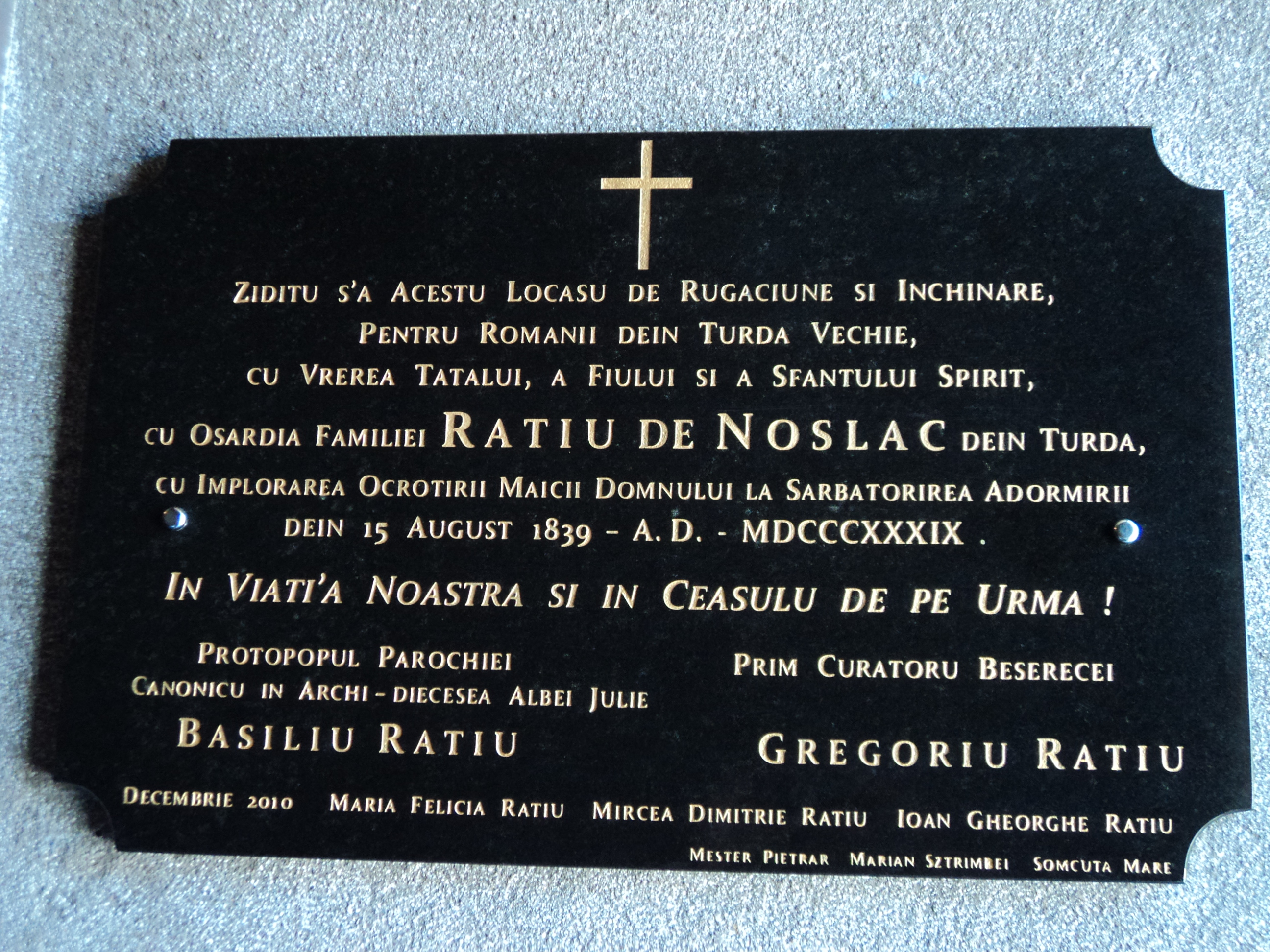
Pisania Bisericii Rățeștilor
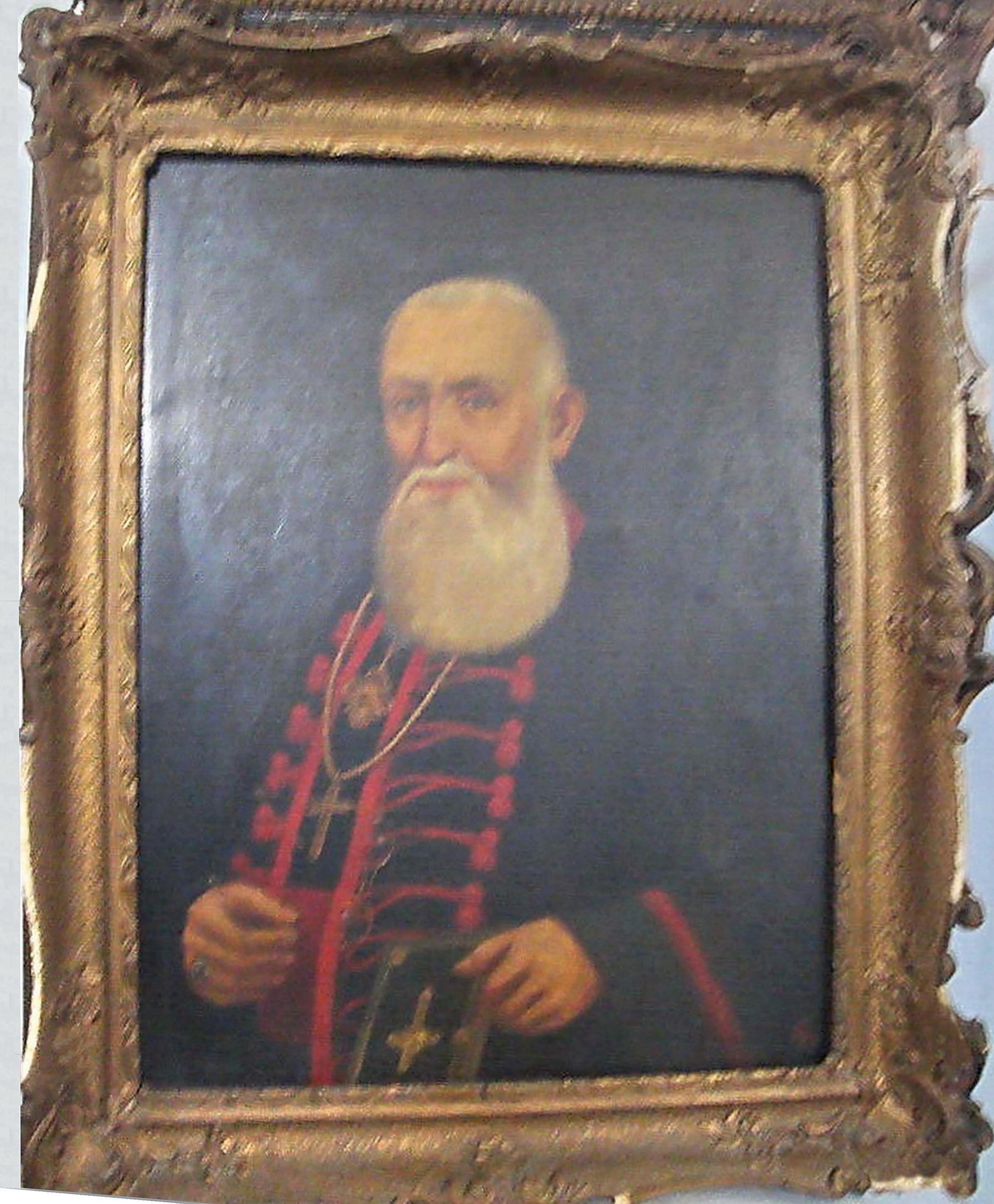
Tabloul lui Basiliu Rațiu, Biserica Rățeștilor din Turda (pictură de Flaviu Domșa, 1903)
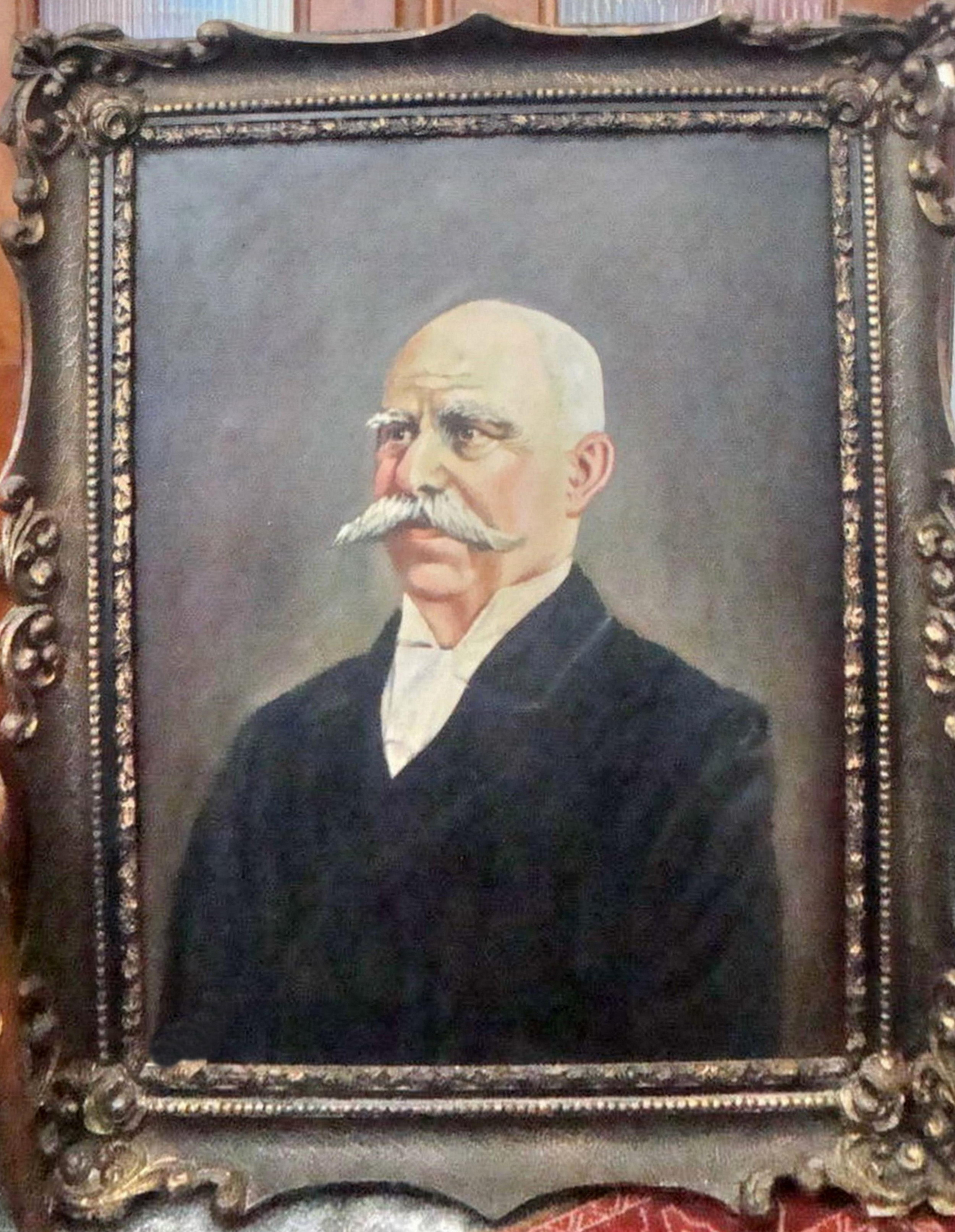
Tabloul Dr. Ioan Rațiu, Biserica Rățeștilor din Turda
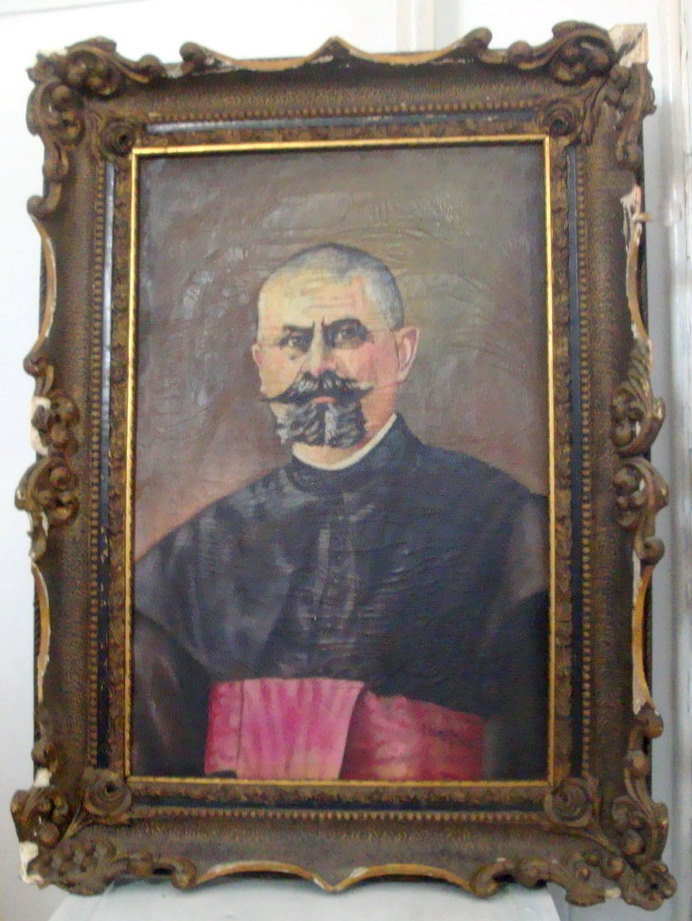
Tabloul lui Nicolae Rațiu, Biserica Rățeștilor din Turda
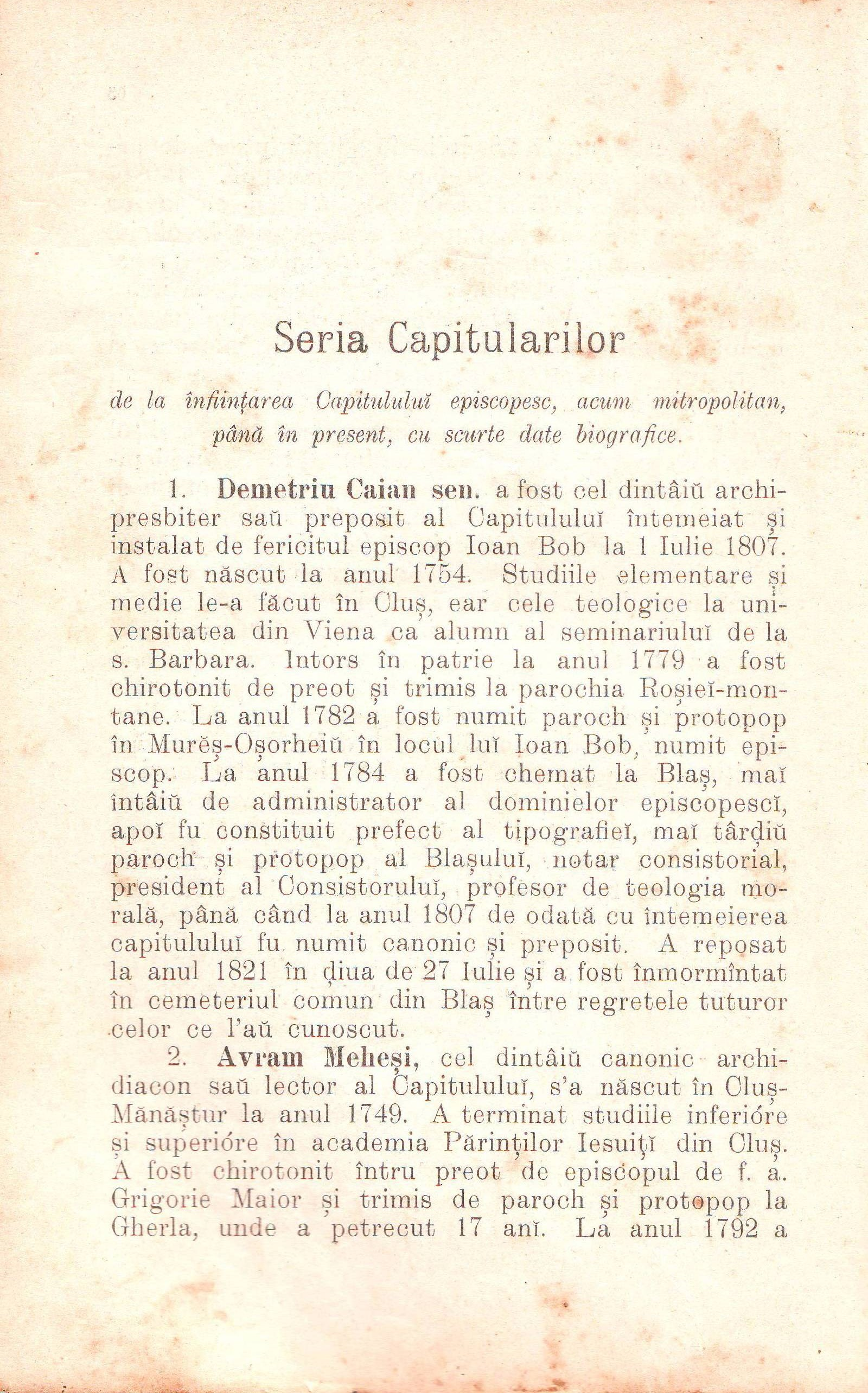
Șematismul de la 1900, Seria Capitularilor
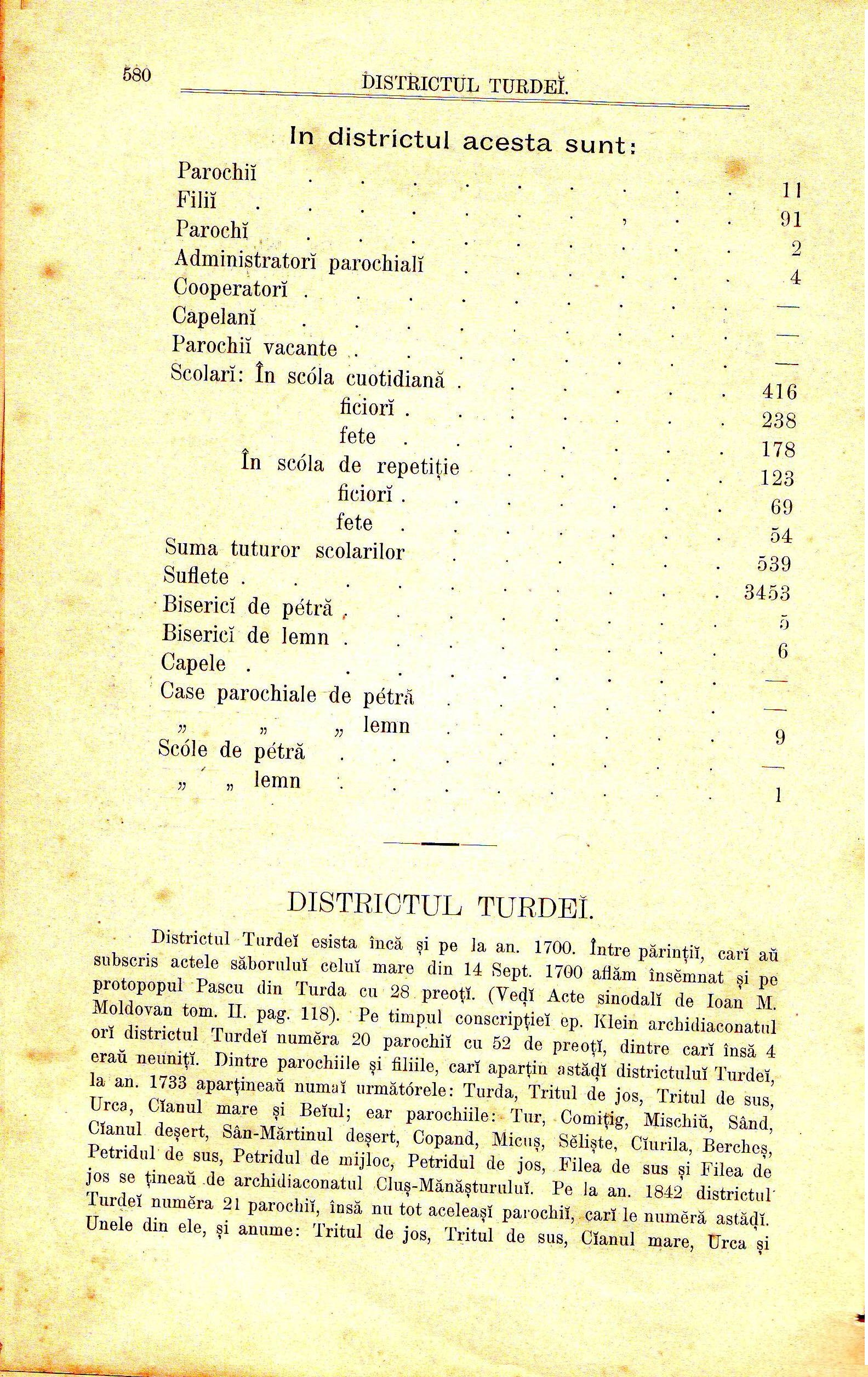
Șematismul de la 1900, Districtul Turdei
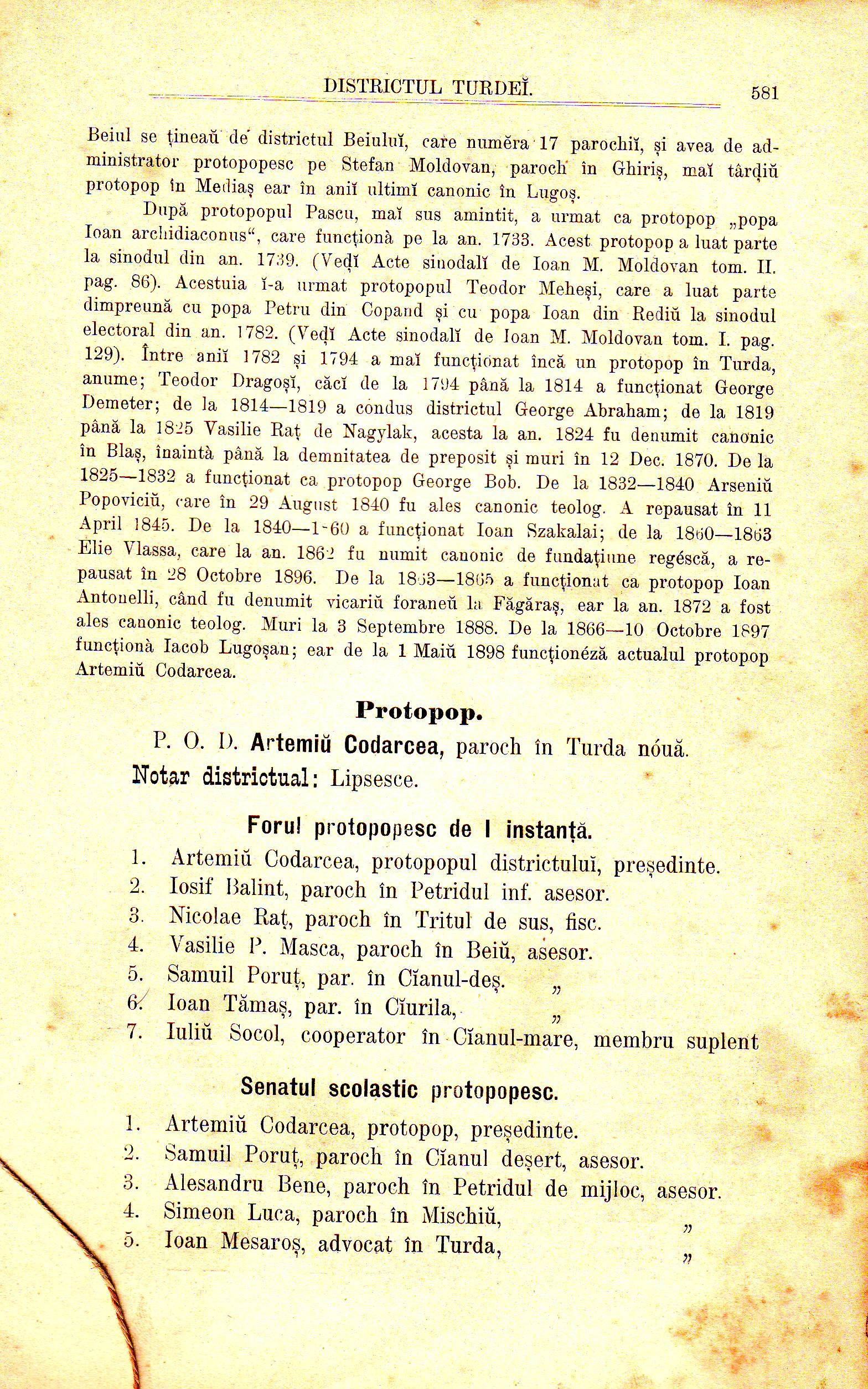
Șematismul de la 1900, Districtul Turdei-continuare
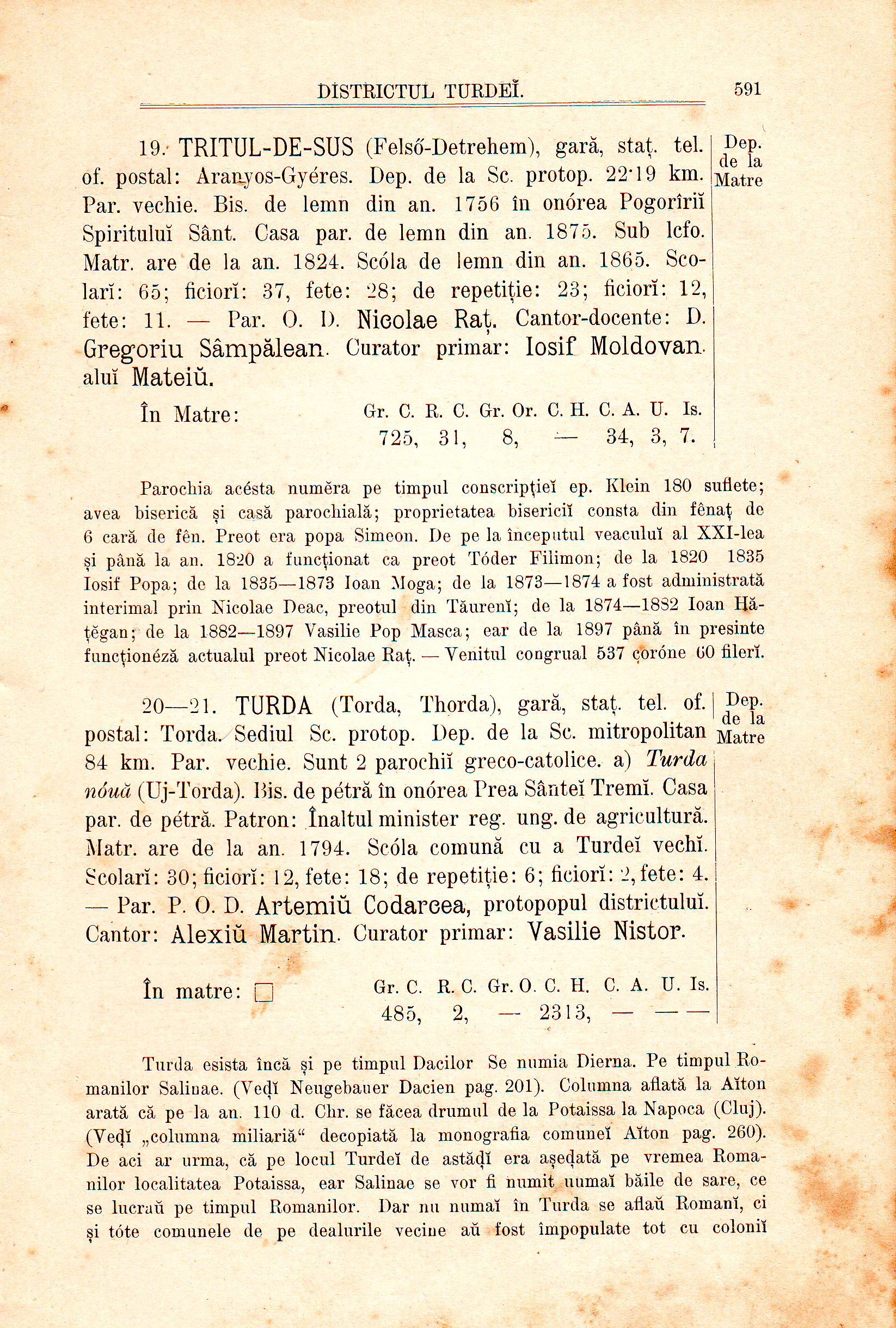
Șematismul de la 1900, Districtul Turdei, Bisericile din Turda
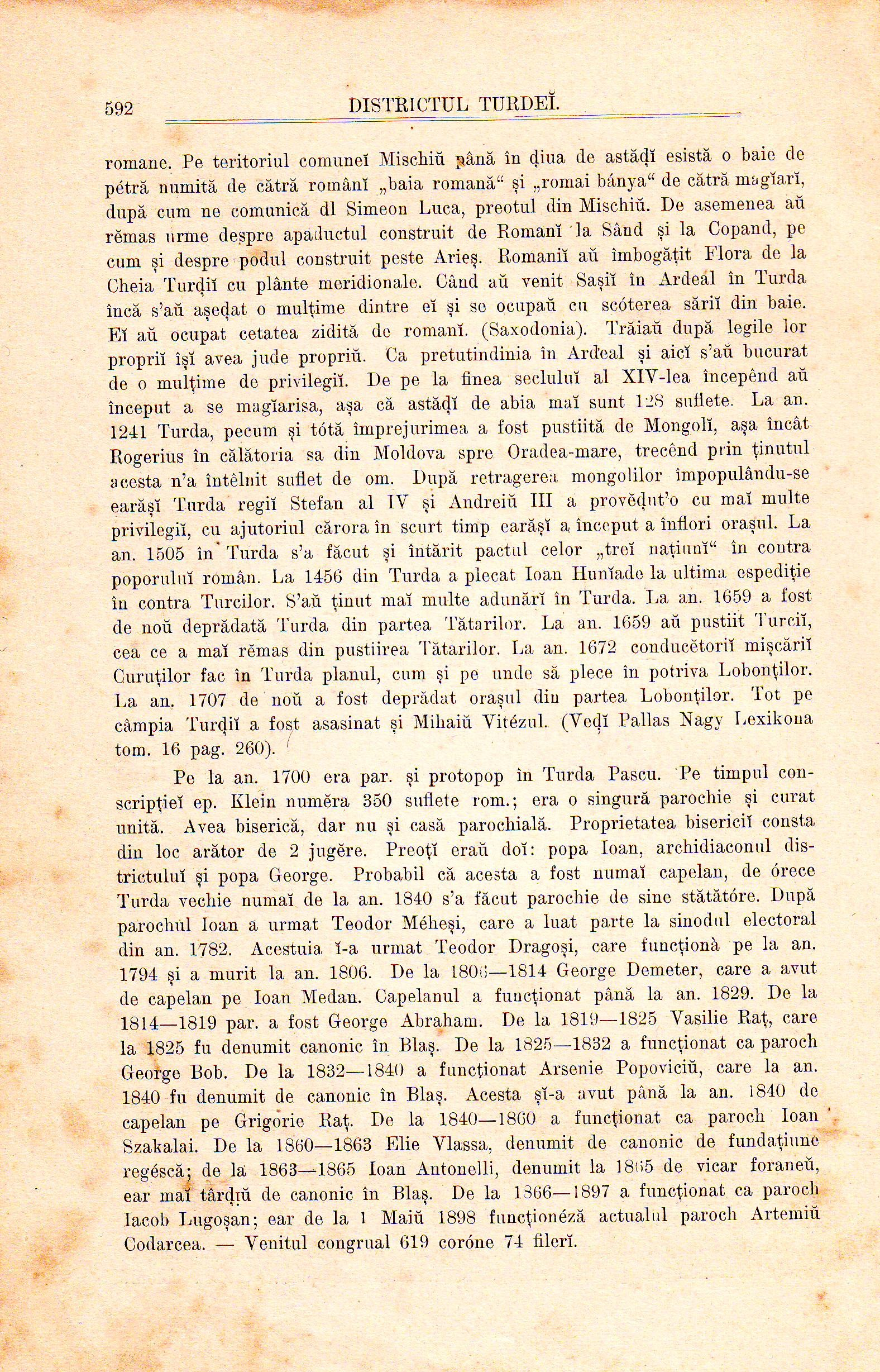
Șematismul de la 1900, Districtul Turdei, Bisericile din Turda-continuare
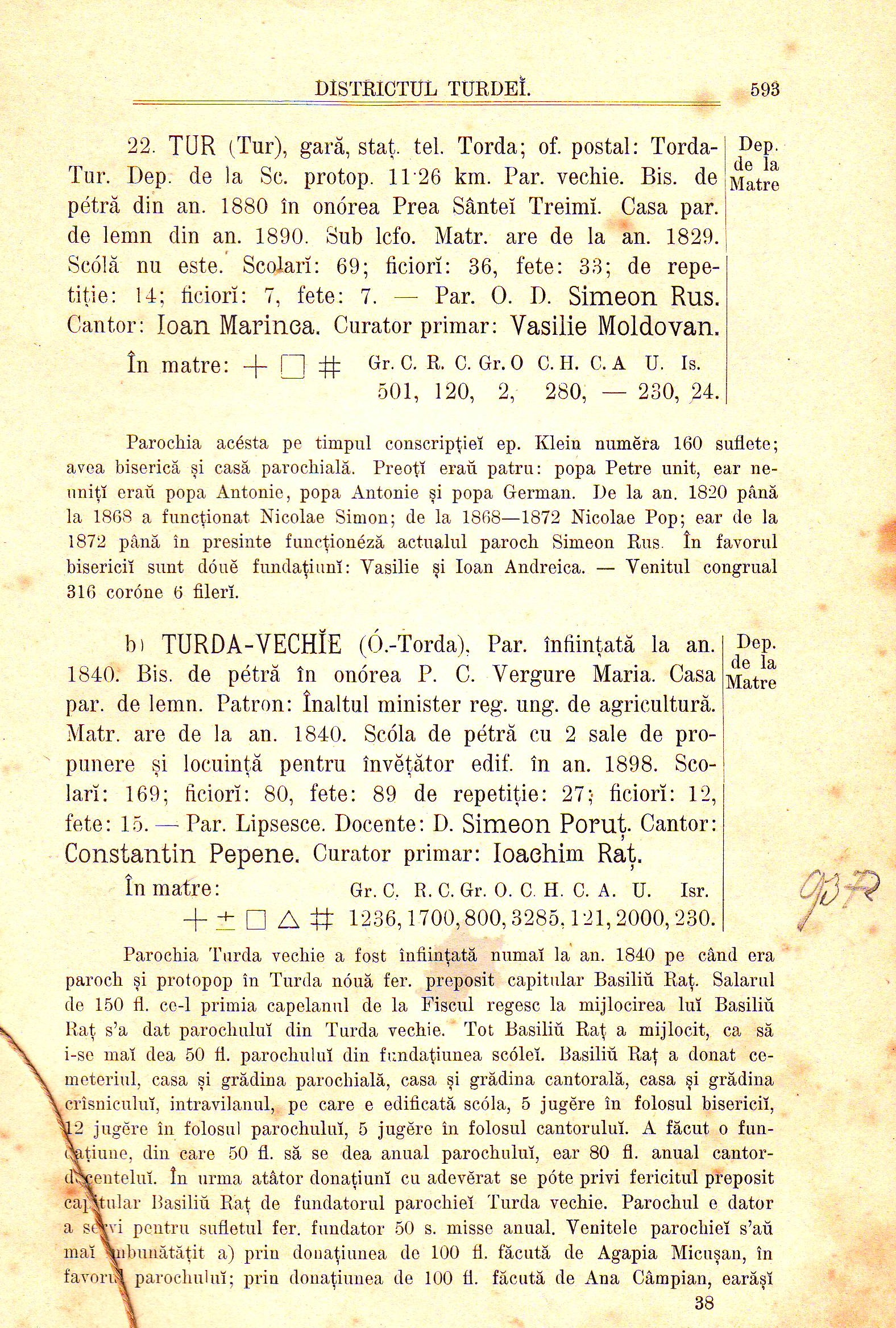
Șematismul de la 1900, Ctitorul Basiliu Rațiu de Nagylak (Noșlac)
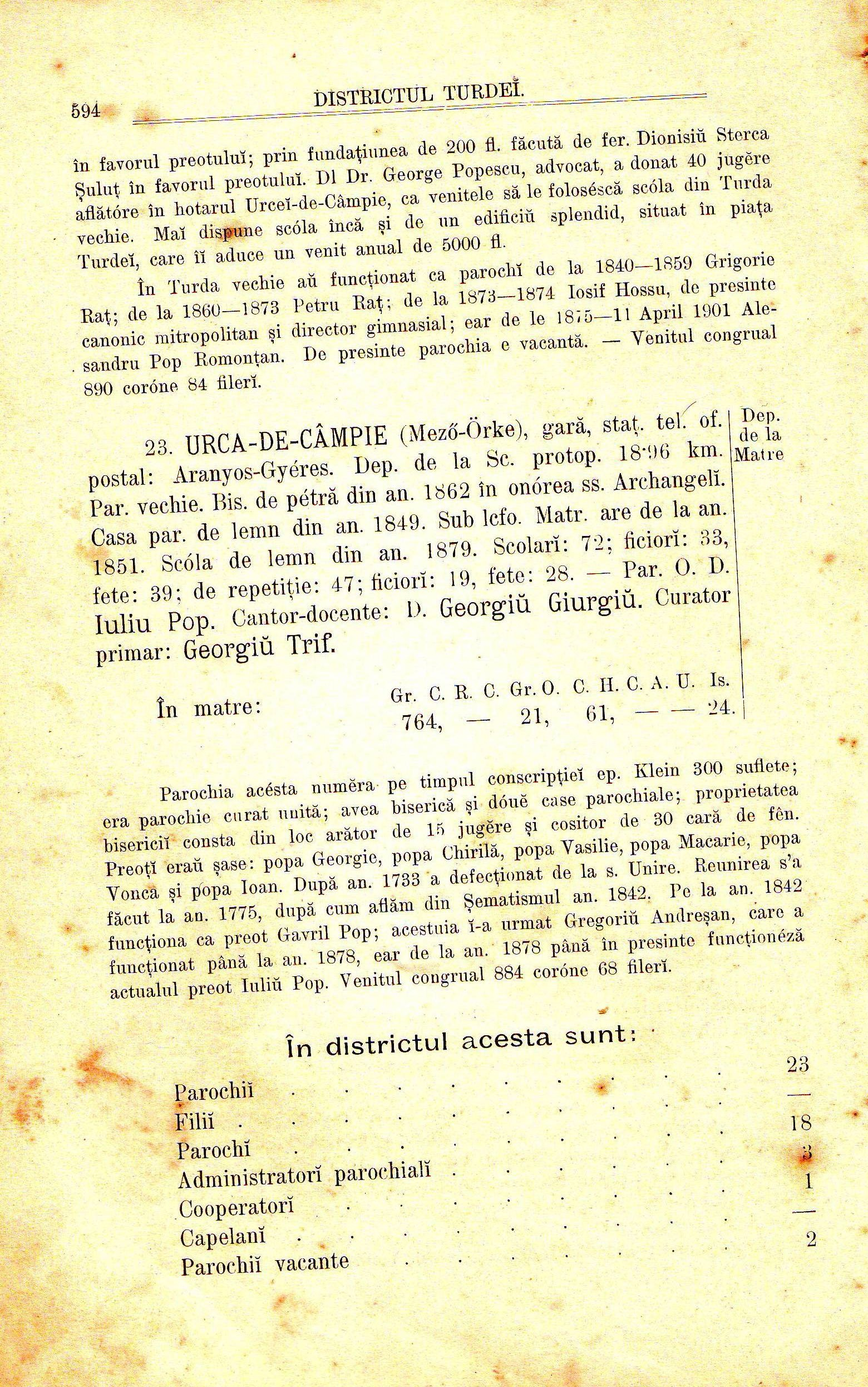
Șematismul de la 1900, Ctitorul Basiliu Rațiu de Nagylak (Noșlac)-continuare
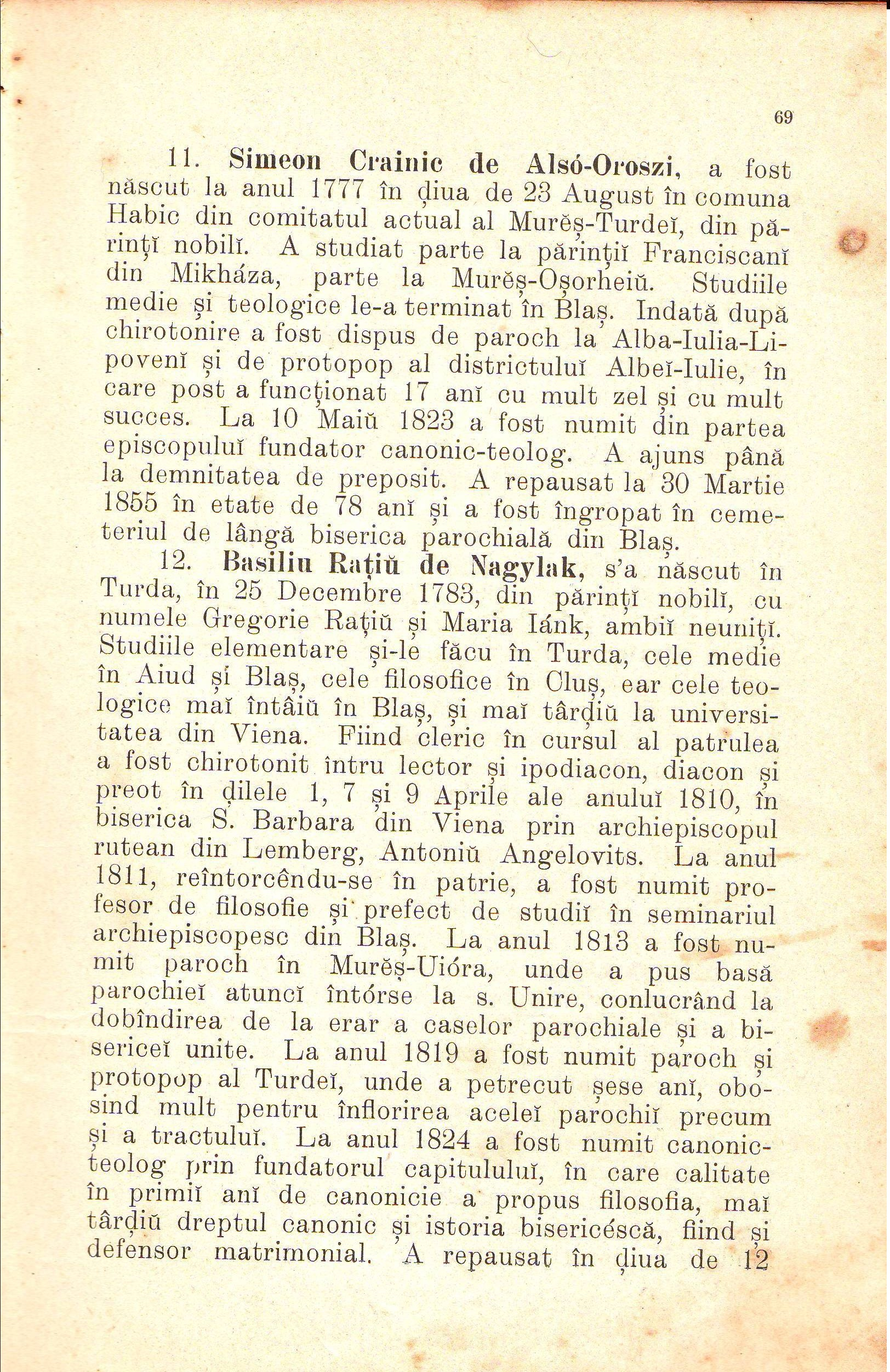
Șematismul de la 1900, Prepozitul Basiliu Rațiu de Nagylak (Noșlac)
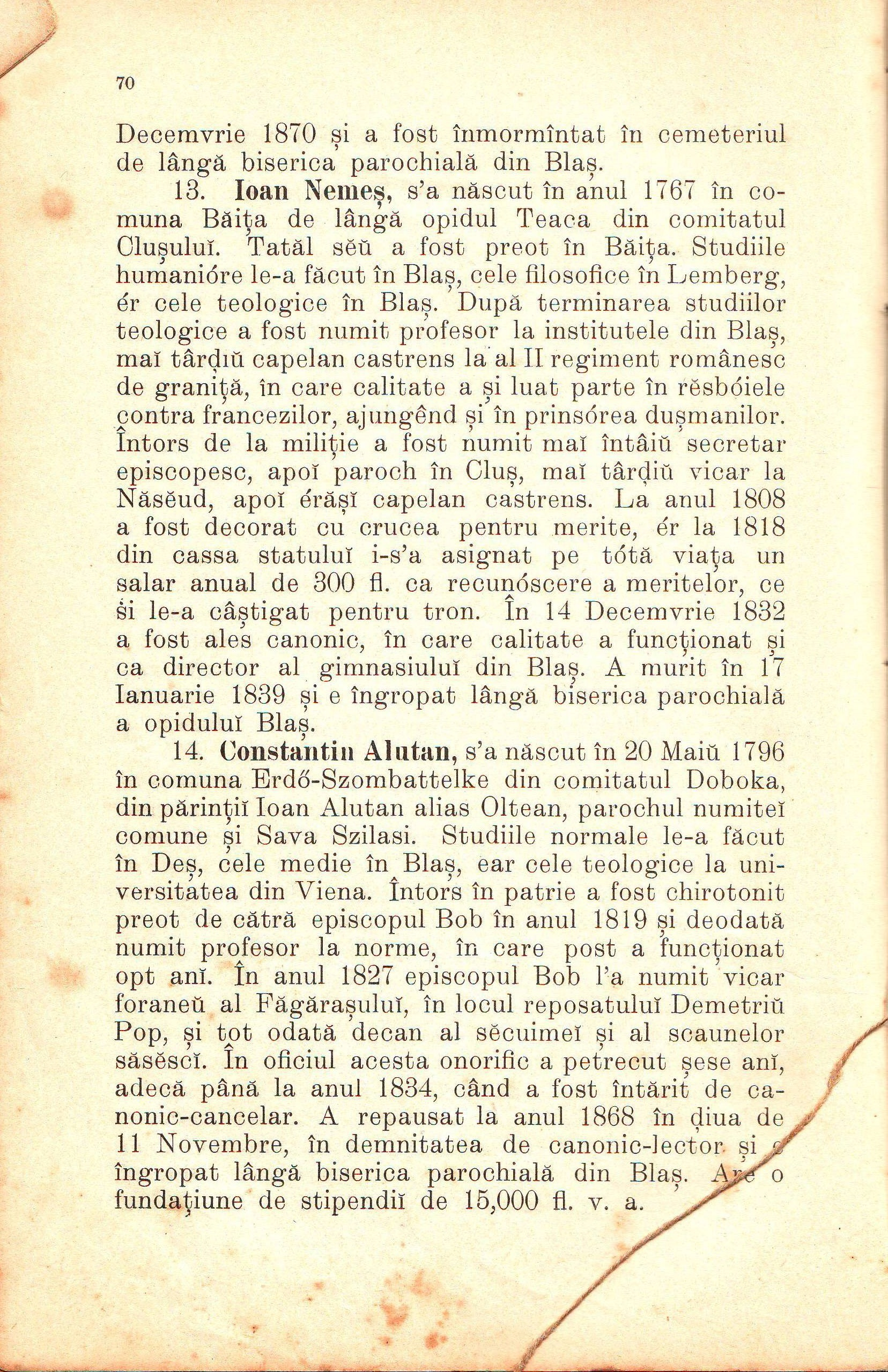
Șematismul de la 1900, Prepozitul Basiliu Rațiu de Nagylak (Noșlac), continuare
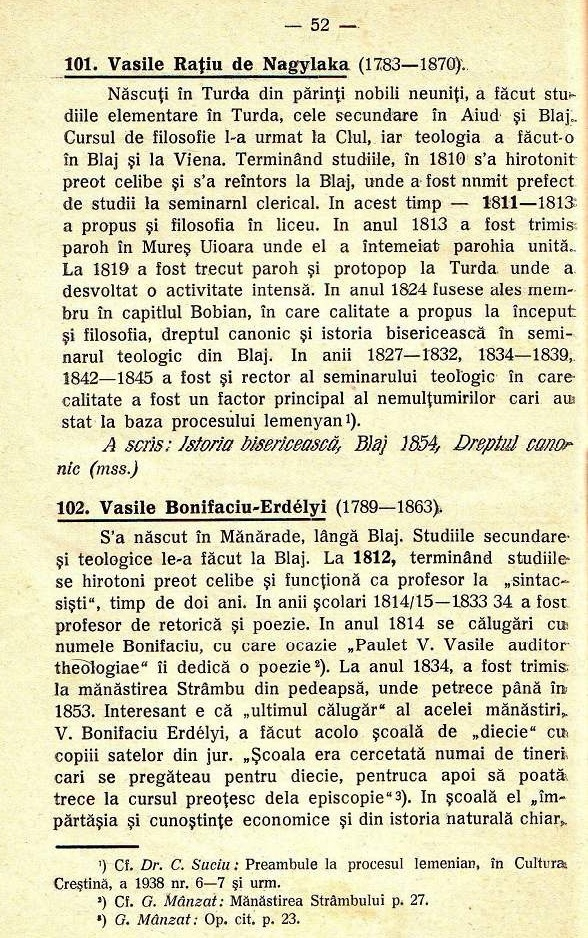
Dascălii Blajului, Vasile Rațiu de Nagylaka (Basiliu Rațiu de Nagylak)
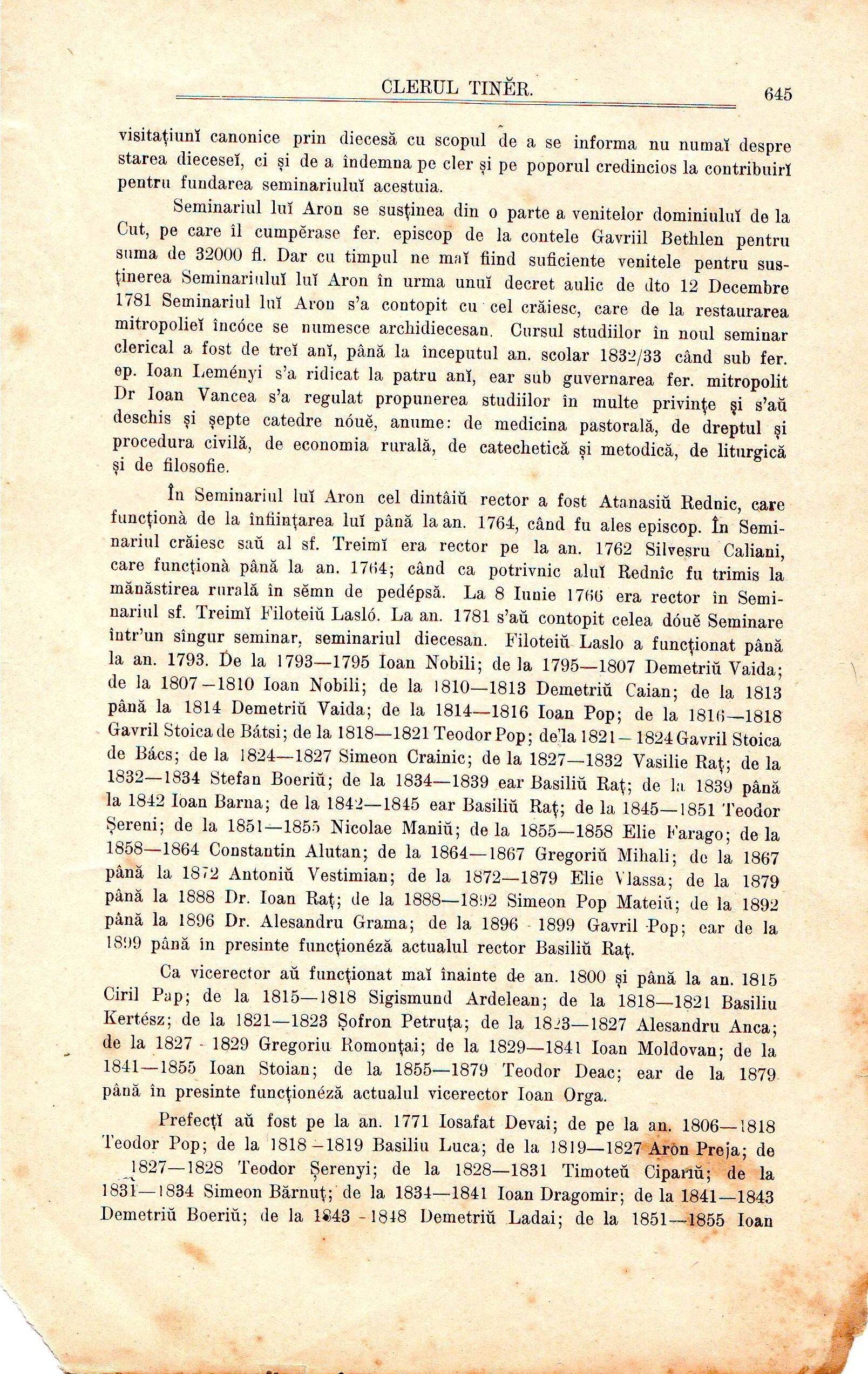
Șematismul de la 1900, Rectorul Basiliu Rațiu de Nagylak (Noșlac)
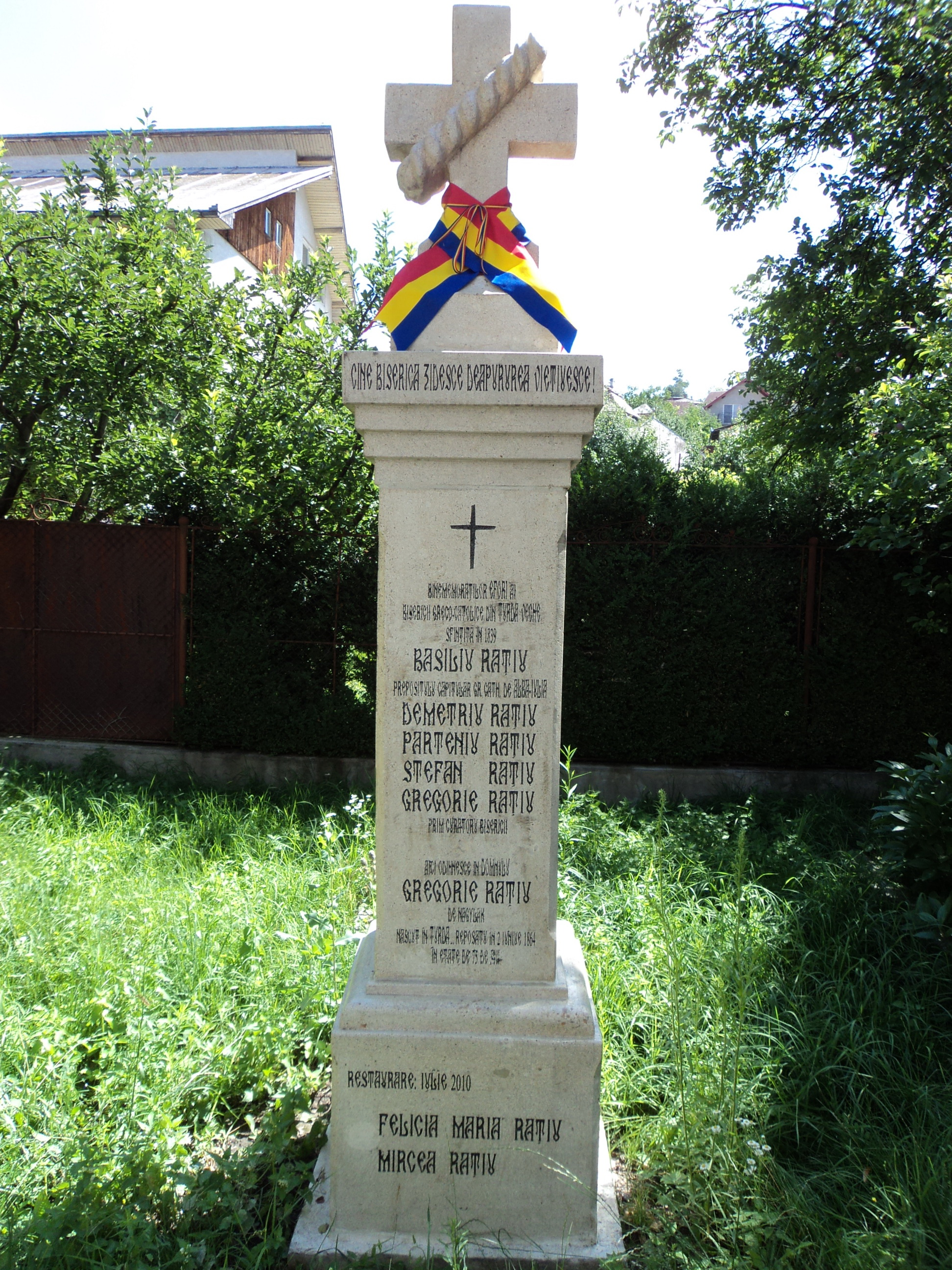
Monumentul ctitorilor, Biserica Rățeștilor
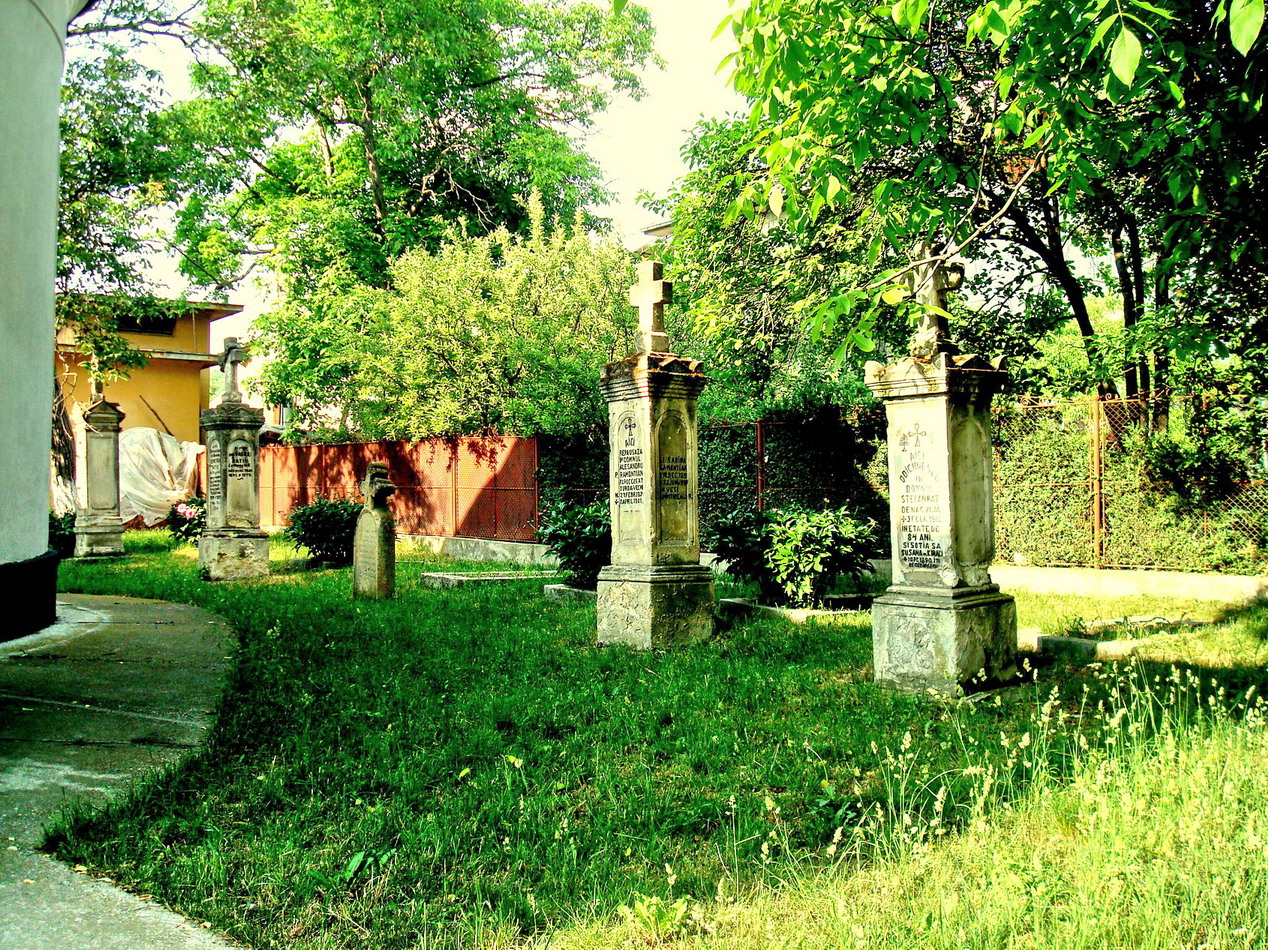
Biserica Rățeștilor (morminte ale fam. Rațiu din curtea bisericii)
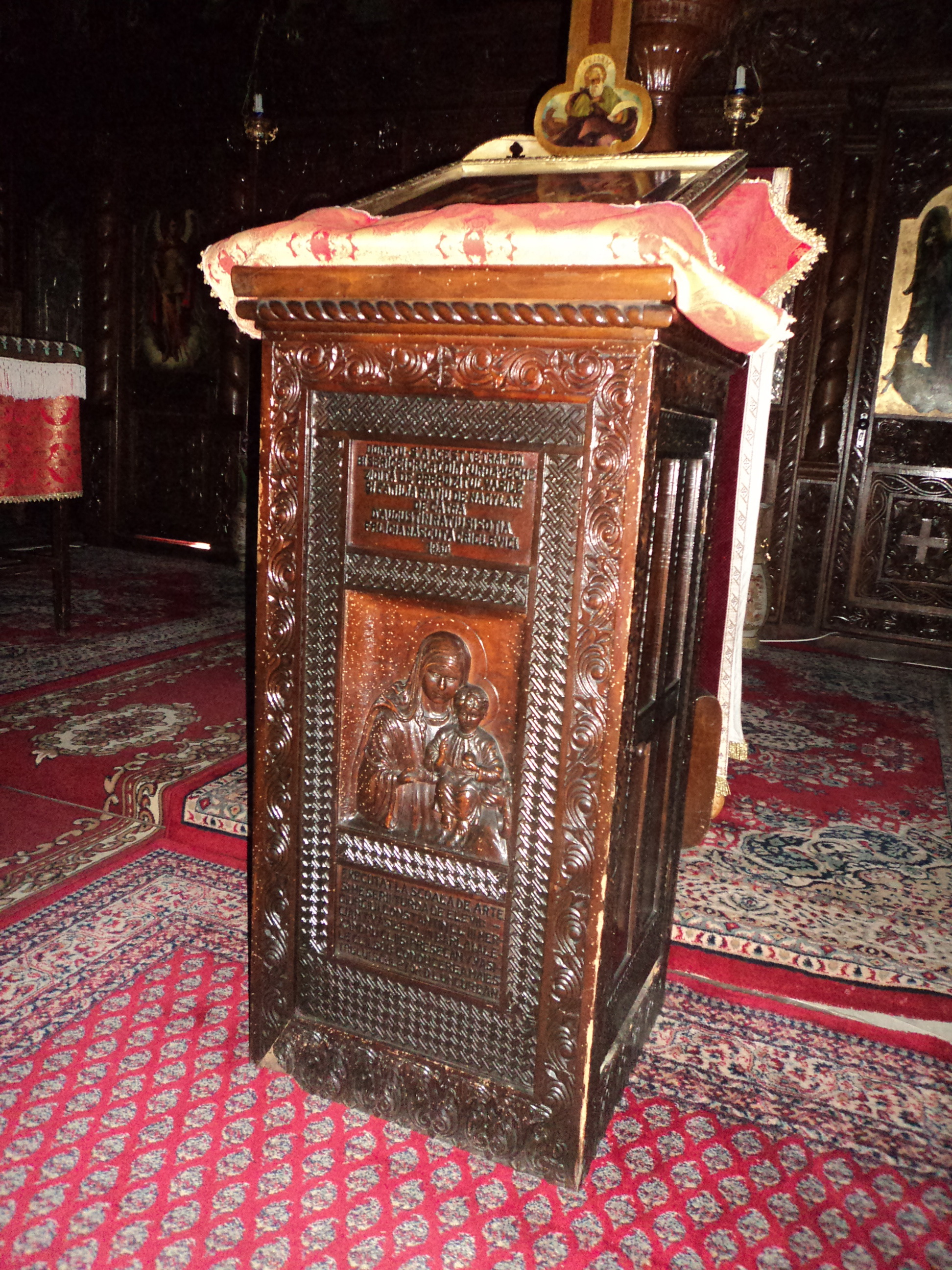
Tetrapod donat de către Dr. Augustin Rațiu și soția sa Felicia în anul 1930 Bisericii Rățeștilor din Turda Veche
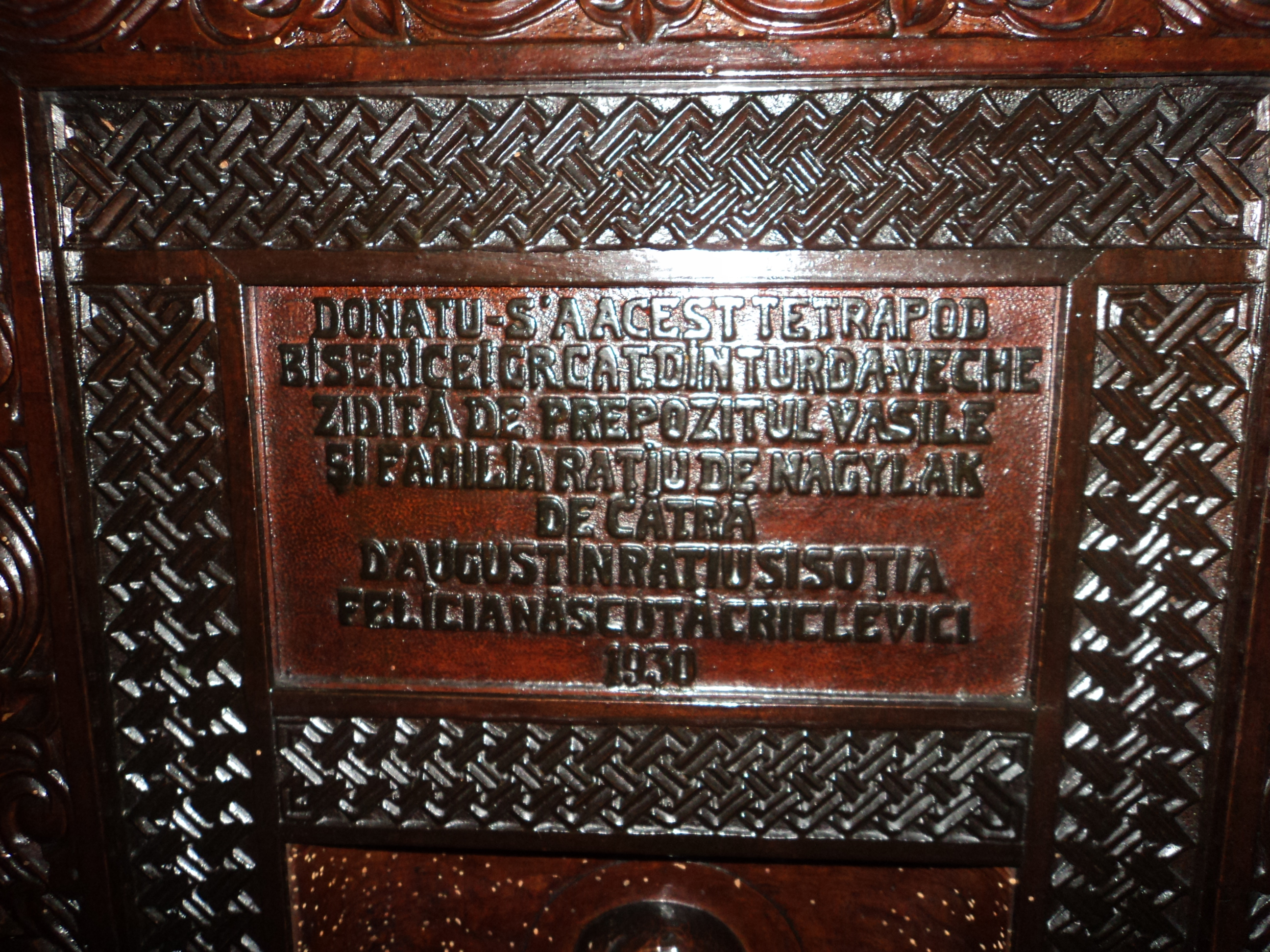
Tetrapod, detaliu text donație, Biserica Rățeștilor din Turda Veche
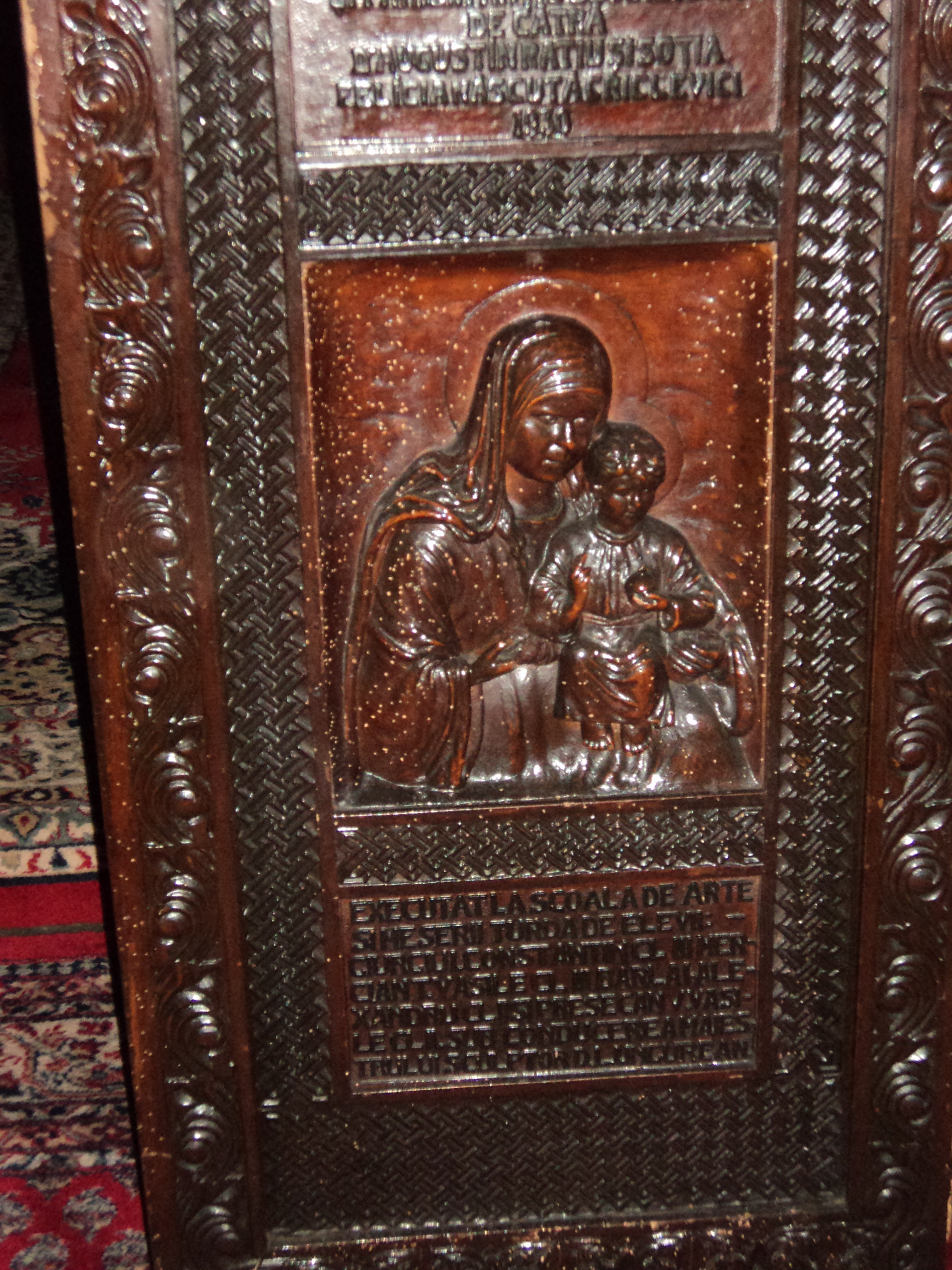
Tetrapod, detaliu, Icoana Maicii Domnului cu Pruncul, Biserica Rățeștilor din Turda Veche
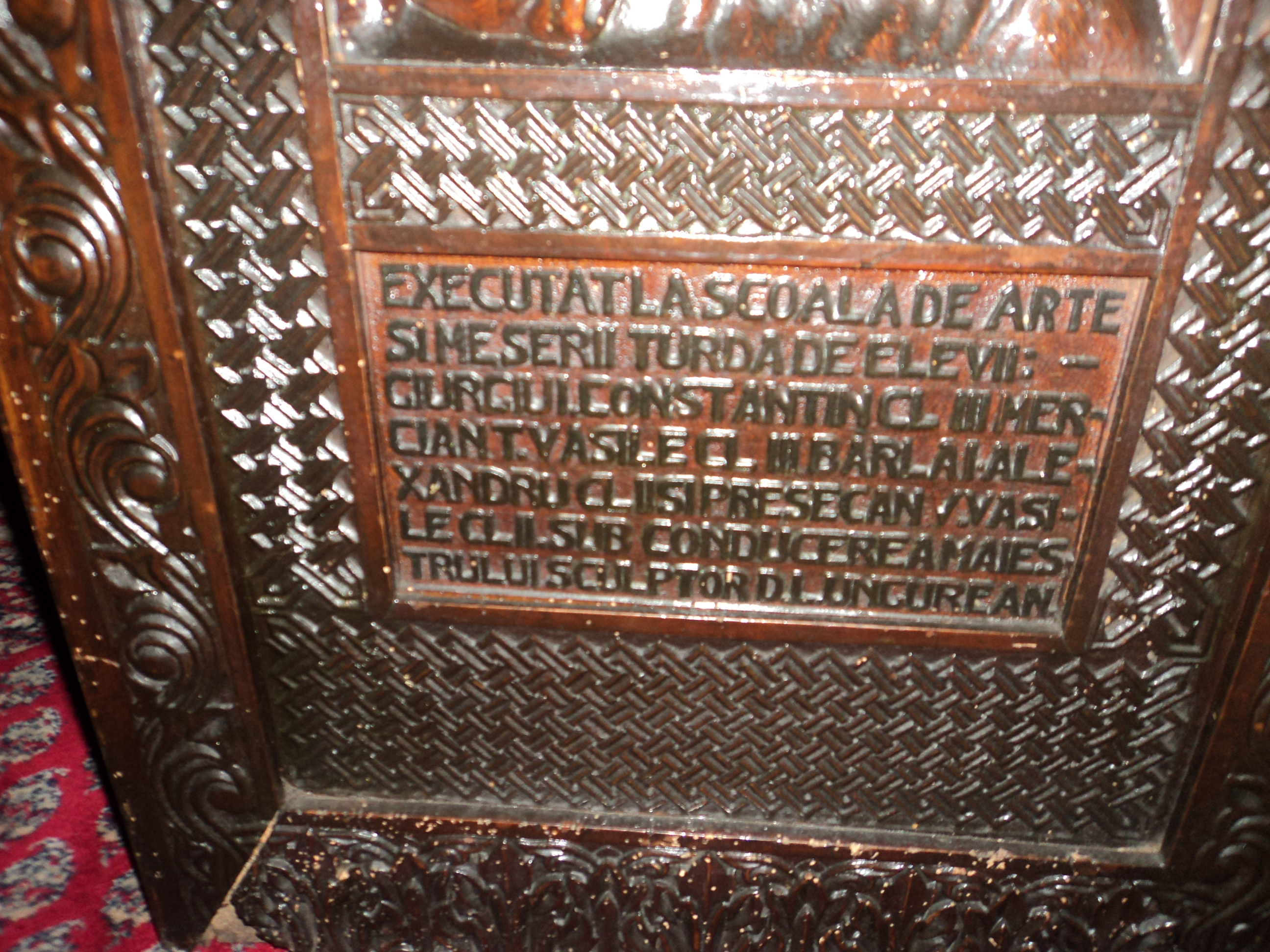
Tetrapod, detaliu cu numele executantilor, Biserica Rățeștilor din Turda Veche
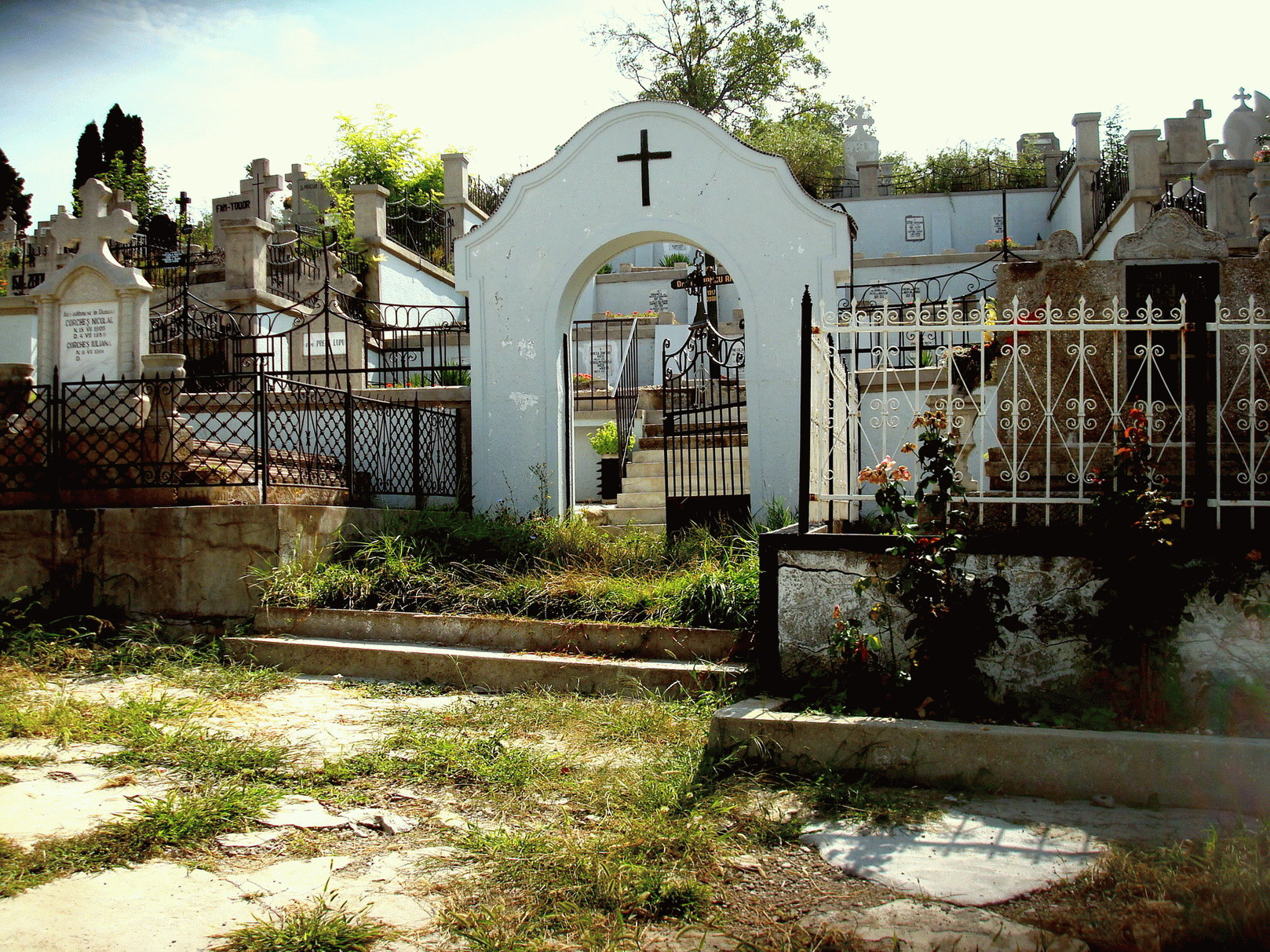
Parcela cu morminte ale fam. Rațiu din Cimitirul Central Turda
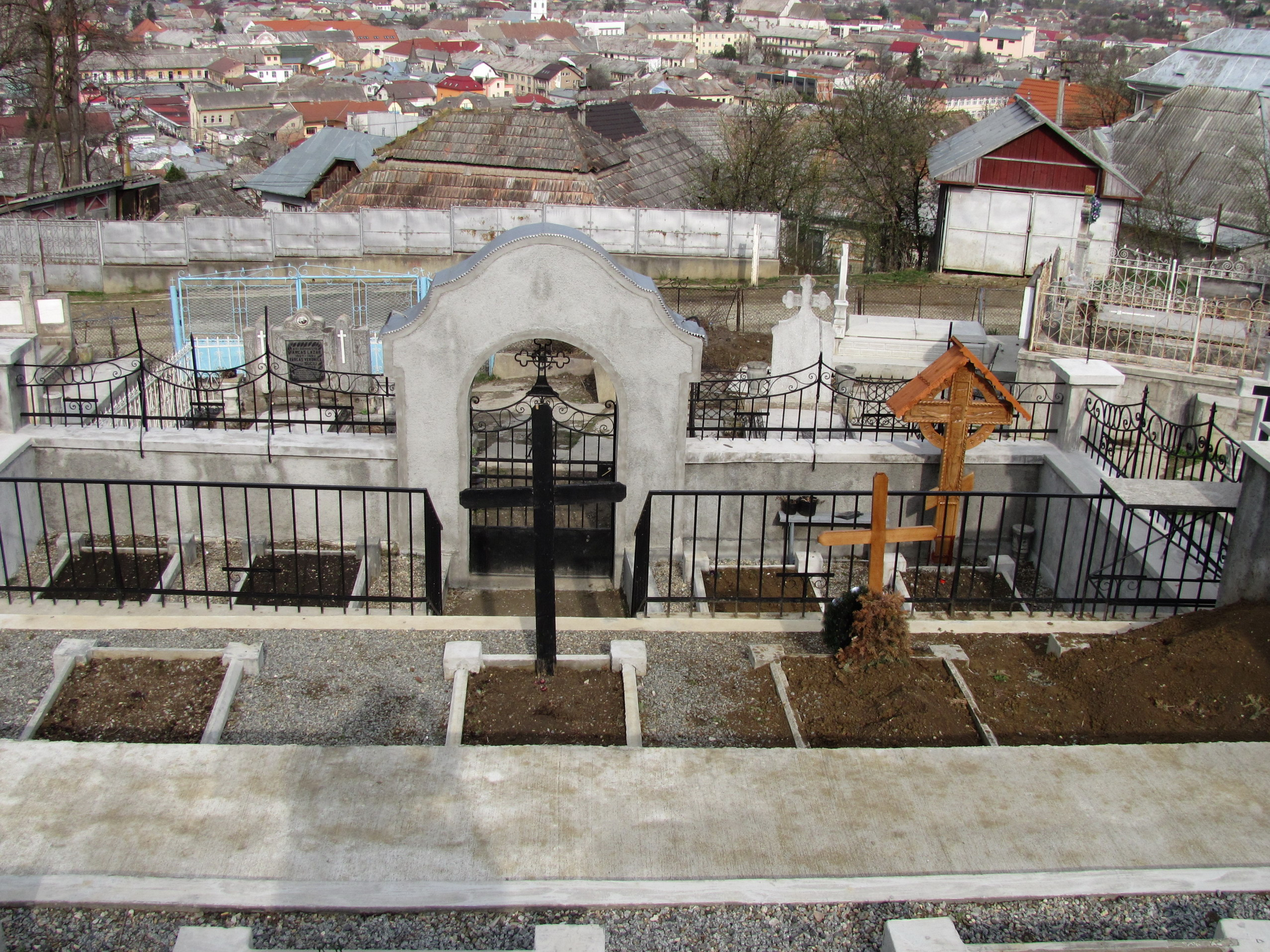
Parcela cu morminte ale fam. Rațiu din Cimitirul Central Turda
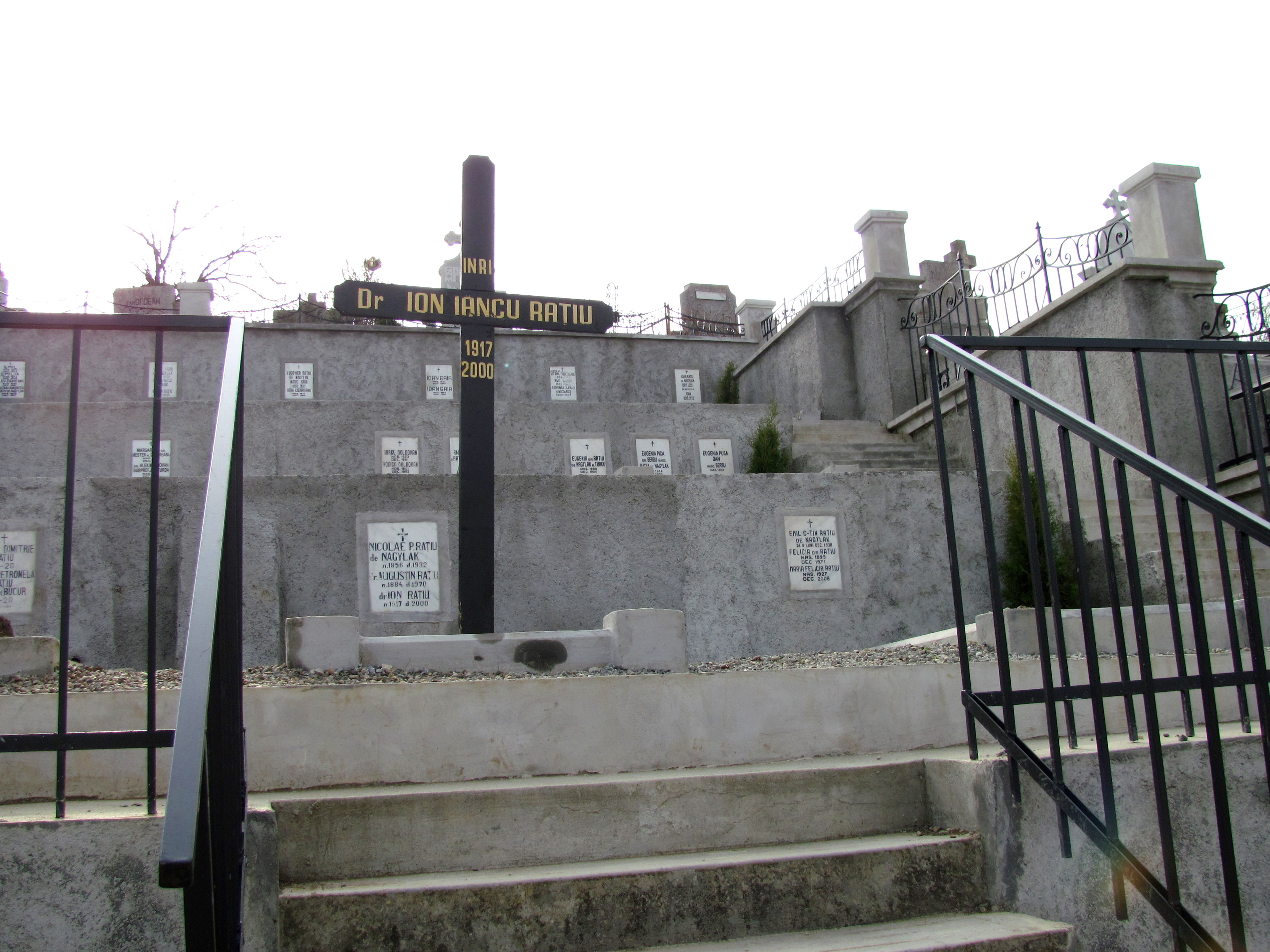
Parcela cu morminte ale fam. Rațiu din Cimitirul Central Turda
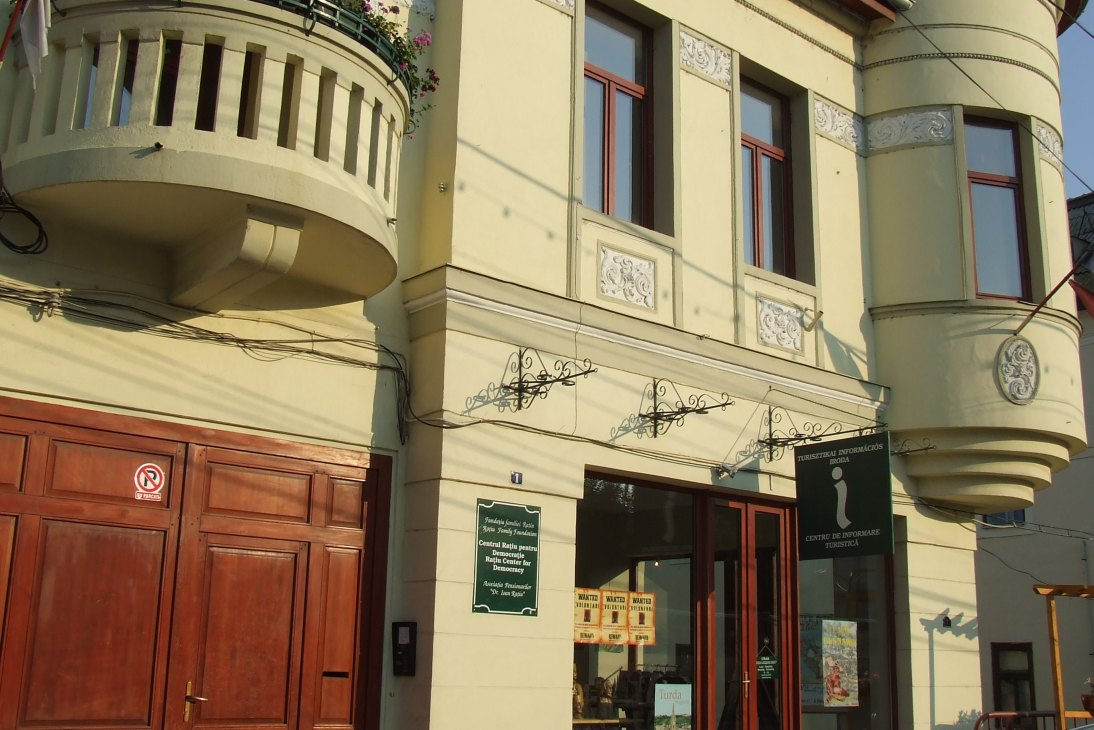
"Centrul Rațiu pentru Democrație" din Turda
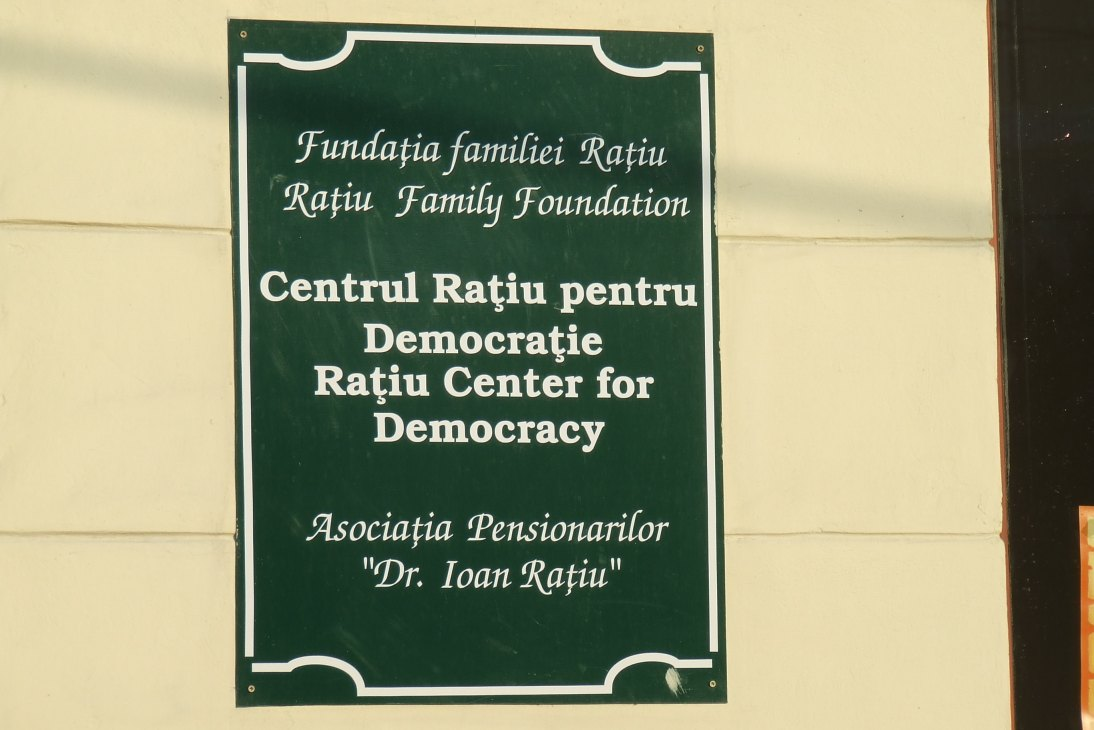
"Centrul Rațiu pentru Democrație" din Turda (placa informativă)
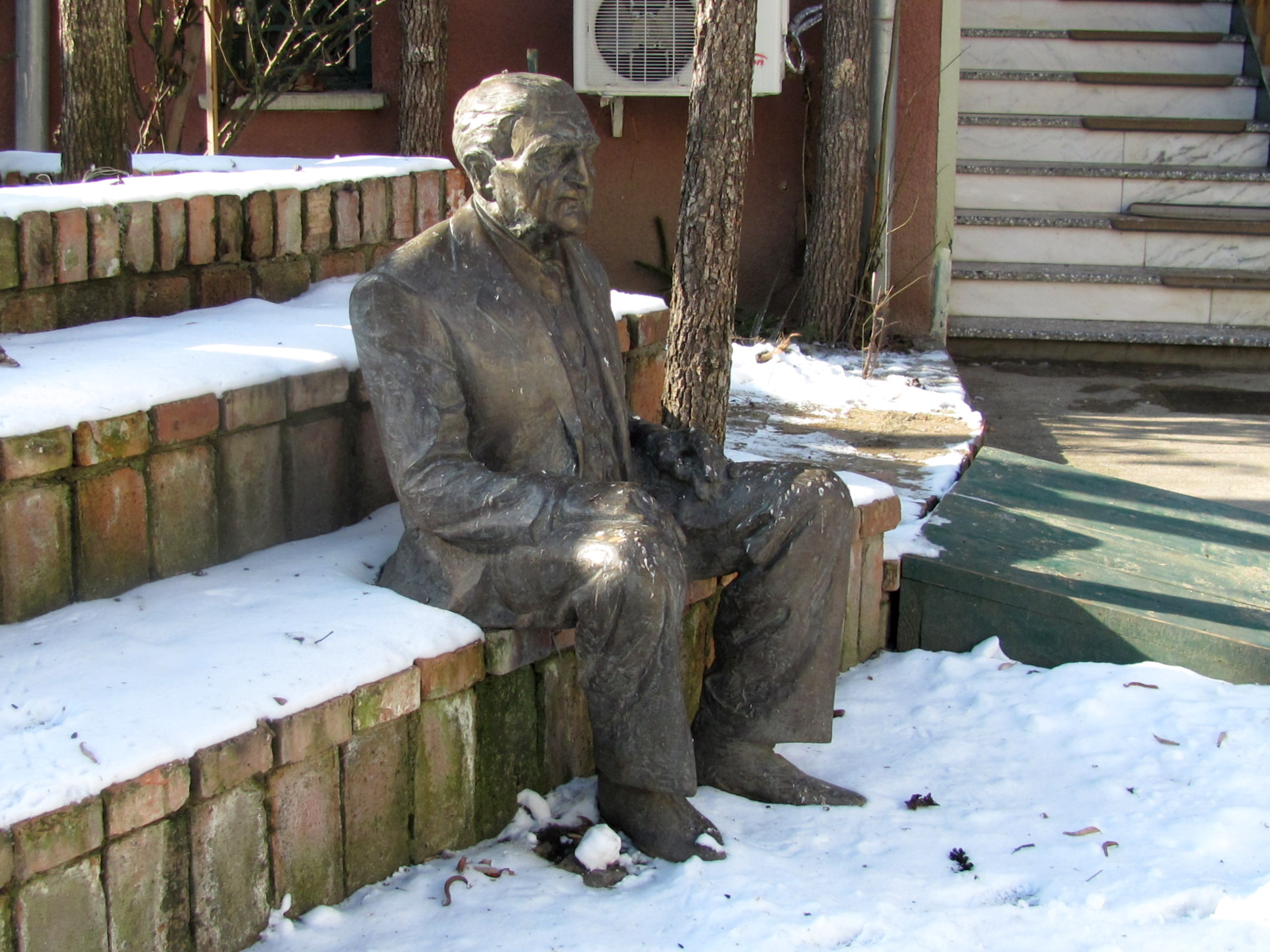
Statuia lui Augustin Rațiu din incinta CRD (Piața 1 Decembrie 1918 nr.1 din Turda)
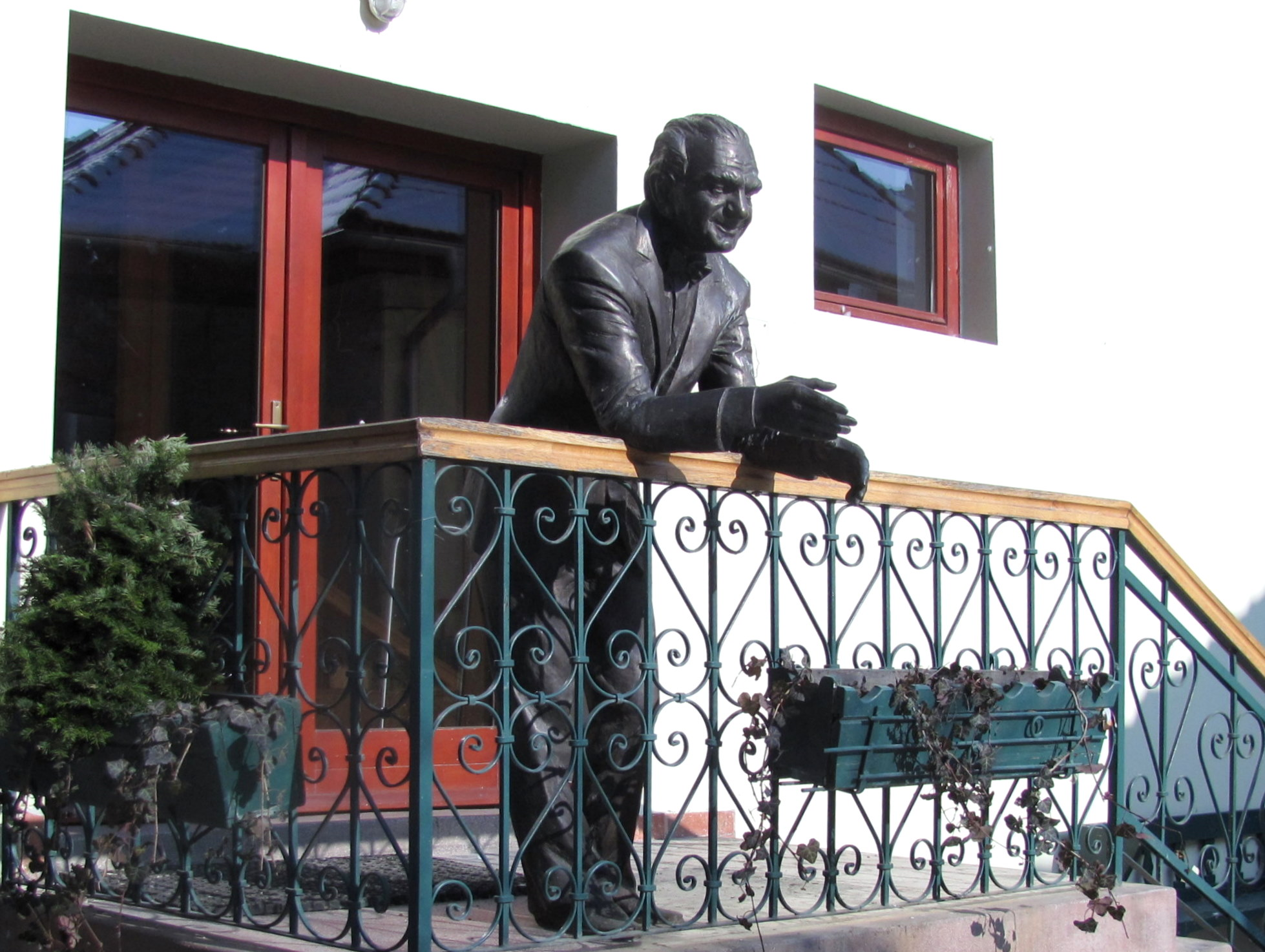
Statuia lui Ion Rațiu din incinta CRD (Piața 1 Decembrie 1918 nr.1, Turda)
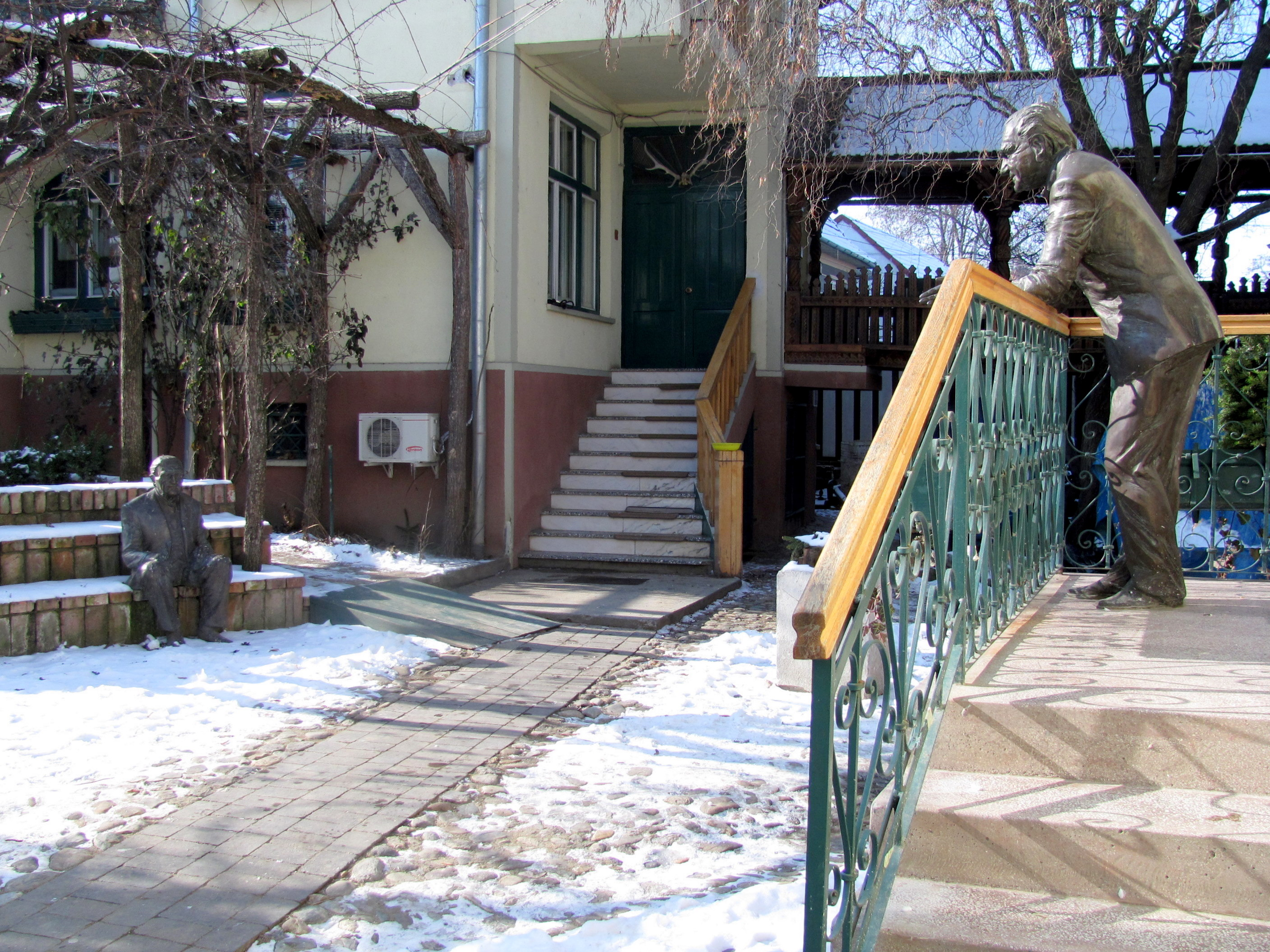
Statuile lui Augustin și Ion Rațiu (Piața 1 Decembrie 1918, Turda)
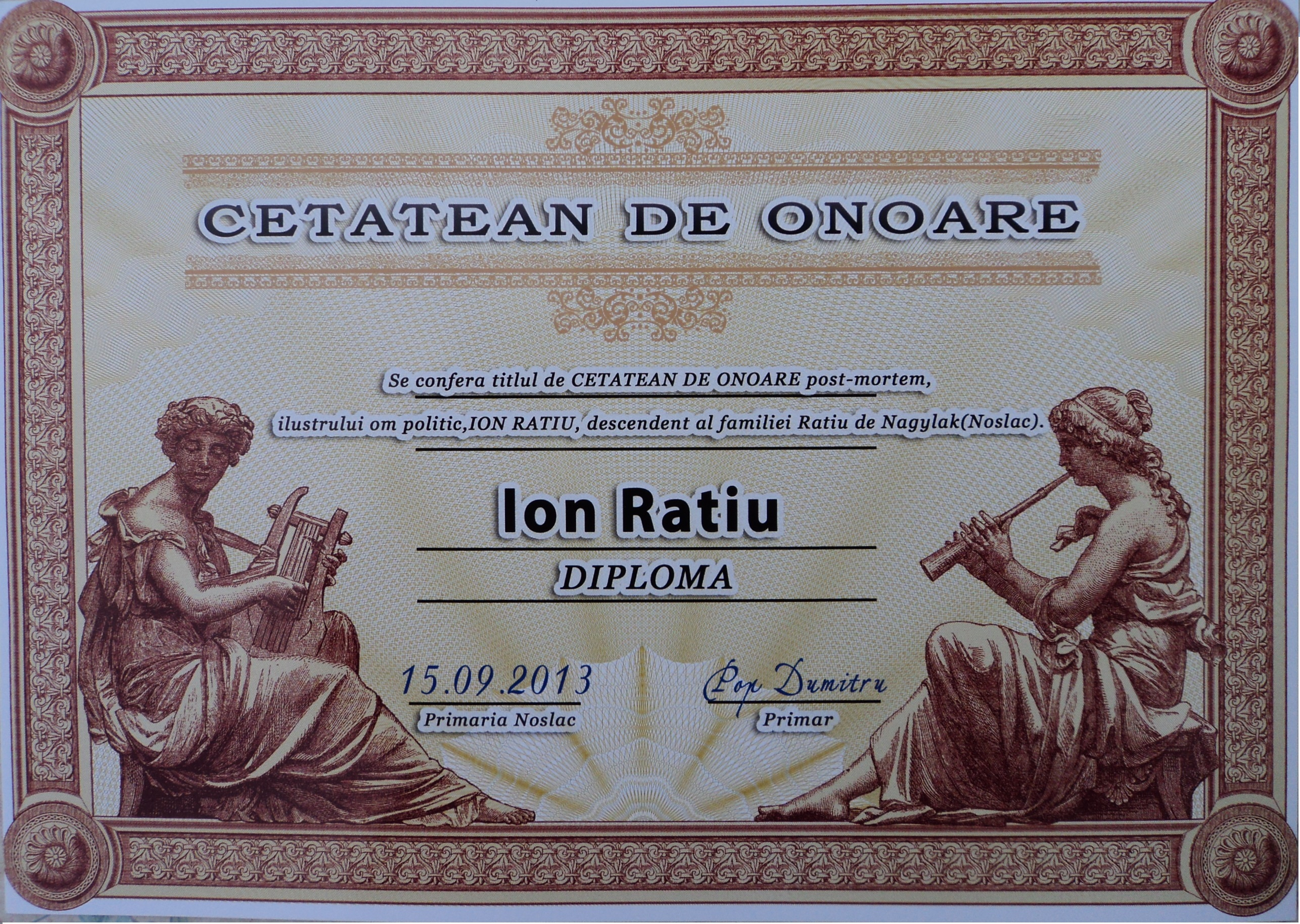
Diploma de Cetățean de Onoare post-mortem al Comunei Noșlac
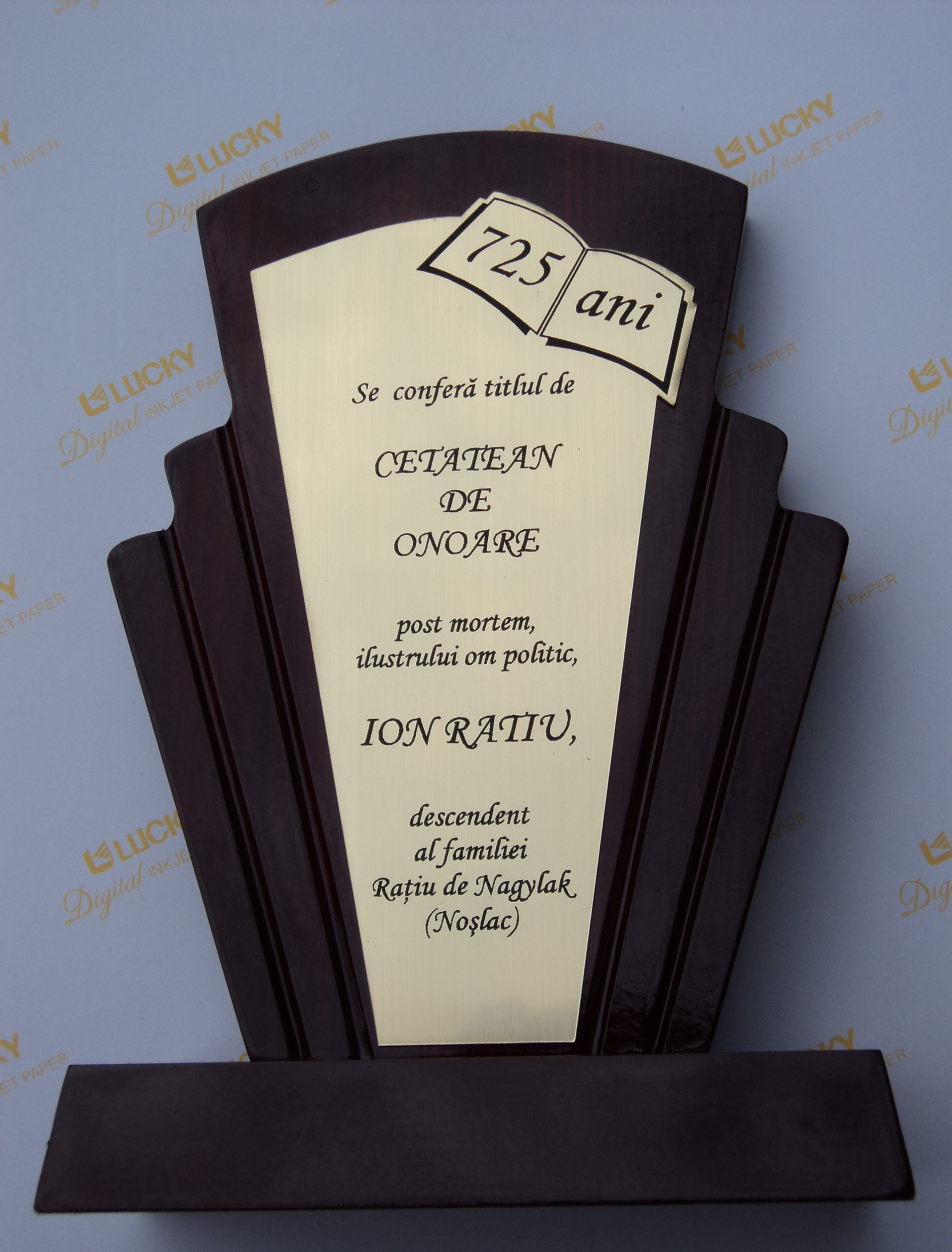
Placheta de Cetățean de Onoare post-mortem al Comunei Noșlac
- Marele Arbore Genealogic al Familiei Ratiu de Noslac (Nagylak), fond pergament, actualizat la data de 20.09.2023